# Picardie (région culturelle)
Pour l'ancienne province, voir Picardie (province). Pour les homonymes, voir Picardie (homonymie).
La Picardie est une région culturelle du nord de la France et occupant le sud-ouest de la Belgique. Formée à partir de nombreux pays traditionnels, l'Artois, le Ternois et le Cambrésis sont dans la très grande majorité des cas considérés comme pays de Picardie aux côtés de l'Amiénois ou du Beauvaisis. Il faut donc différencier la province de Picardie, entité historique avec la région culturelle de Picardie.
Contrairement à d'autres régions comme la Normandie, qui ont connu très tôt une certaine unité, la Picardie a longtemps été divisée en comtés et en fiefs mouvants, ce qui explique la distinction entre province et région culturelle.
La région est de faible altitude, le paysage y est essentiellement agricole et rural et présente une grande diversité entre falaises, bocages et openfields. C'est de cette région que vient la langue picarde, parlée au-delà de l'entité géographique et culturelle comme à Lille ou à Saint-Omer, respectivement attribuées à la Flandre romane et aux Flandres artésiennes.

## Géographie

### Localisation
La Picardie se présente comme un carrefour entre la France et l'Europe du Nord, bordé à l'ouest par la Normandie, à l'est par la Champagne et la Wallonie, au sud par l'Île-de-France et au nord par la Flandre (Flandre romane, Flandres artésiennes et Westhoek)
La Picardie occupe un espace défini par quelques frontières naturelles : au nord, elle est limitée par les collines de l'Artois, faisant ainsi rupture avec les Flandres voisines ; la Deûle et l'Elnon. À l'ouest, elle est bordée par la vallée de la Bresle puis de l'Epte, qui sépare la région de la Normandie. Au sud par des forêts et des bois. Le nord-est était autrefois séparé de la Wallonie par la forêt Charbonnière.
La Picardie se trouve presque intégralement dans la région contemporaine des Hauts-de-France, également constituée de la majeure partie de la Flandre romane, des Flandres artésiennes et de parties du Westhoek et de Champagne, ainsi que dans la province belge du Hainaut.

### Géologie et relief

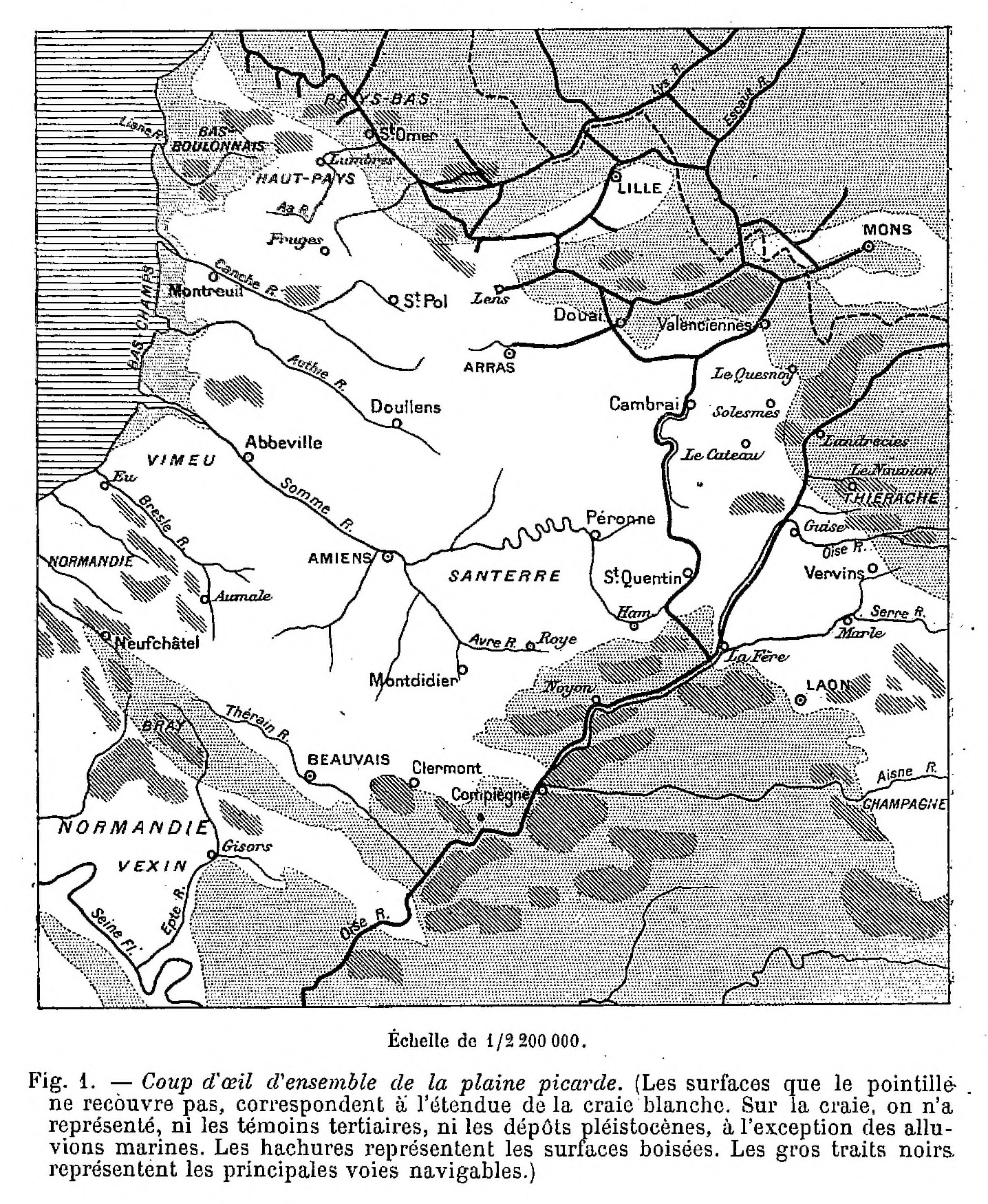
La plaine picarde.

La Picardie se caractérise sur le plan géo-morphologique par l'omniprésence de la craie dans sa partie septentrionale et par le calcaire du bassin parisien dans sa partie méridionale.
Albert Demangeon, dans sa thèse sur la Picardie, appelle la plaine picarde le grand plateau de craie s'étendant de Beauvais jusque Lens et Lille, d'Abbeville et Montreuil jusque Vervins et Laon, et passant par Cambrai, Arras, Saint-Quentin et Amiens. Cette plaine s'étend pour l'essentiel sur les départements de la Somme, du Pas-de-Calais, et sur des parties non négligeables de l'Oise, l'Aisne et du Nord.

### Hydrographie
Sur le plan hydrographique, la Picardie est partagée entre deux bassins versants : le bassin de la Somme et le bassin de la Seine avec son affluent l'Oise et ses sous-affluents (Aisne, Thérain, etc.)

### Paysages
La Picardie compte plusieurs forêts notamment situés à l'est de la région : la forêt de Compiègne, la forêt d'Ermenonville, la forêt de Mormal, la forêt de Crécy, la forêt d'Hesdin ou encore la forêt de Saint-Amand-les-Eaux.

### Milieux naturels et biodiversité

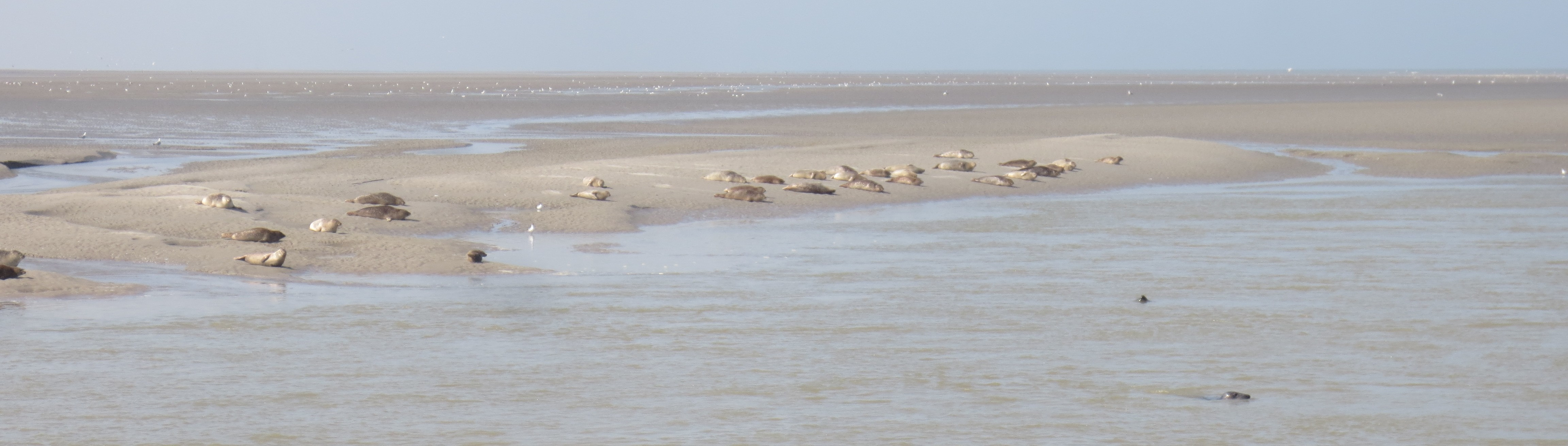
Des phoques veaux-marins sur une plage de Berck.

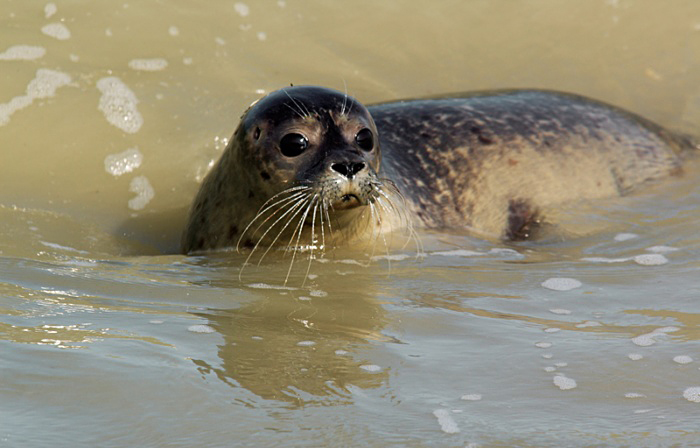
Phoque veau-marin au Hourdel, hameau de Cayeux-sur-Mer.

La Picardie compte plusieurs parcs naturels régionaux tels que : le parc naturel régional Baie de Somme - Picardie Maritime, le parc Naturel Régional Oise-Pays de France, le parc naturel régional de l'Avesnois ou le parc naturel régional Scarpe-Escaut. Ils présentent des richesses très variées, qu'il s'agisse du patrimoine culturel ou du patrimoine naturel.
Du fait de la diversité des biotopes de la région, la Faune de Picardie présente une grande variété ; la Baie de Somme et la Baie d'Authie héberge une importante colonie de Phoque veau-marin (Phoca vitulina), seul site français où l'espèce est présente en permanence et s'y reproduit. C'est Picardie Nature qui en assure la protection et le suivi depuis plus de dix ans. La population de phoques en Baie de Somme n'est présente que depuis peu, il n'existait qu'une dizaine d'individus sédentarisés dans les années 1980-1990. On peut apercevoir les phoques à marée basse lorsqu'ils se « relaxent » sur les reposoirs.

## Toponymie
« Picard » désigne des hommes avant de désigner un territoire. À la fin du XIe siècle, le mot « Picard » apparaît pour la première fois dans un texte avec la mention de la mort de « Guillaume le Picard » en 1098 au cours de la première croisade.
Le mot signifie en picard « piocheur », au sens de laboureur. Les Parisiens appelaient « piocheurs » tous les agriculteurs vivant au nord des zones forestières du Senlisis et du Valois (où les paysans étaient bûcherons).
À Paris, le néologisme fit florès parce qu'il associait en un jeu de mots la pique et une province réputée pour sa hardiesse militaire (sa milice s'était illustrée à Bouvines en 1214, quelques années avant l'apparition du mot). Il perdura dans ce sens les siècles suivants à cause du caractère montré par les Picards, du genre « tête de pioche », dans leur attachement aux libertés communales acquises par les villes drapières défendues par une milice bourgeoise.

## Définition du territoire
À travers les différentes définitions de la Picardie, on observe une multitude de pays traditionnels cités comme des pays picards ou de Picardie.

Le géographe Albert Demangeon indique qu'il arrive que l'on désigne comme wallon un pays picard, il en tient l'exemple de l'Artois wallon, et dans cet « essaim de dénominations » concernant les pays liés à la Picardie, il écrit :

« A côté de la Picardie, se rangent le Boulonnais, le Ternois, l'Artois, le Cambrésis, le Vermandois, l'Amiénois, le Ponthieu, le Beauvaisis, Le Noyonnais, le Laonnais ; puis l'on rencontre l'Arrouaise, le pays de Thelle ; puis d'autres comme le Vimeu, le Santerre, la Thiérache, le Bray; d'autres enfin, plus jeunes, le Nord, le Pas-de-Calais, la Somme, l'Aisne, l'Oise. »

— Albert Demangeon, La Plaine Picarde, p.419

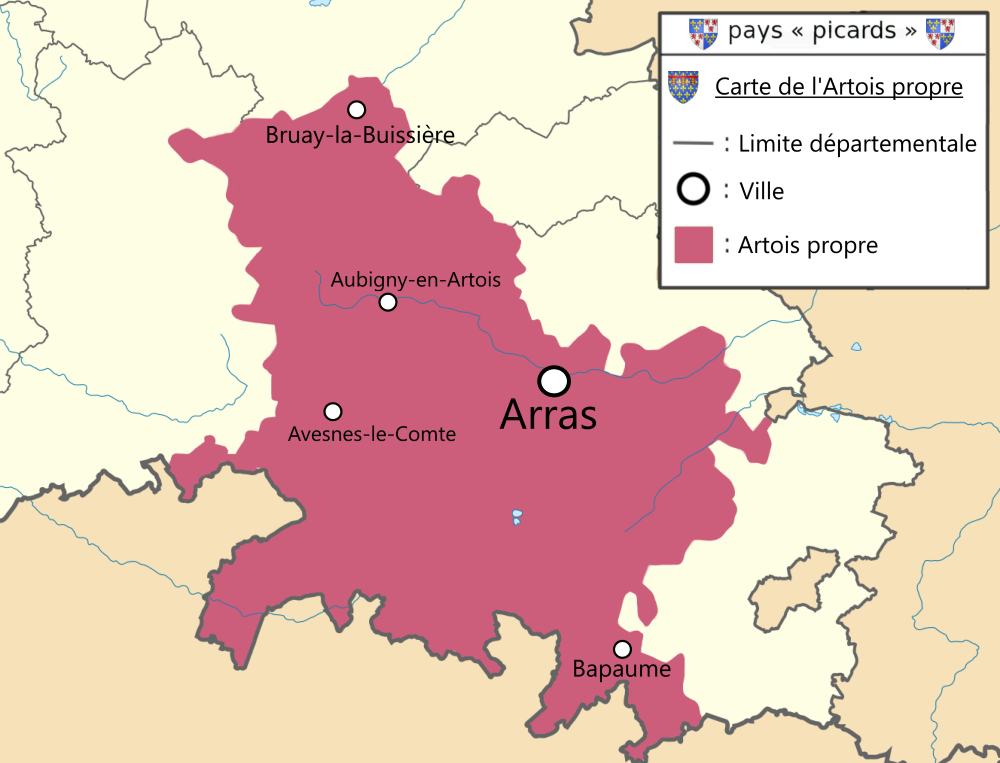
Carte de l'Artois, pays de Picardie.

L'expression de « pays picard » est, par exemple, aussi employée par Robert Loriot pour qualifier le Hainaut ; de même, Corblet cite le Tournaisis parmi les pays de la Picardie du Moyen Âge tardif. Aux XVIIe et XVIIIe siècles, plusieurs descriptions du Hainaut notent que cette région s'appelait antérieurement la Picardie inférieure,.
Dans l'ouvrage Aux bureaux de la Tradition, on voit une définition de pays picards répartis ainsi :
L'Artois, l'Amiénois, le Vermandois, le Cambrésis, le Boulonnais, le Laonnois et le Noyonnais sont cités.

Toujours la même définition dans l'Armorial de La Planche :

« Le Pays de Picardie est un nom général, on ne trouve point dans l'Histoire aucun Seigneur qui en ait jamais porté le titre, mais seulement des membres qui le composent, comme étaient les Comtes de Vermandois, d'Artois, de Boulogne, de Ponthieu, et de Thiérache ; le vulgaire y met aussi les villes de Laon, Soissons, Senlis, Noyon, Beauvais et Compiègne, à cause du langage des habitants qui en approche, comme faisant aussi partie de la Gaule belgique, mais étant du Gouvernement de l'Île-de-France. »

— Armorial de La Planche
Jules Corblet, dans son Glossaire étymologique et comparatif du patois picard, estime que l'idiome picard était compris dans l'ancienne Picardie du XIVe siècle, et qu'il comprenait par conséquent l'Amiénois, le Ponthieu, le Boulonnais, le Vimeu, le Marquenterre, le Santerre, le Vermandois, la Thiérache, le Pays reconquis, le Tournaisis, l'Artois, le Laonnois, le Senlisis, le Soissonnais, le Valois et le Calaisis.

« La Pévèle est connue pour ses paysages vallonnées et son riche patrimoine agricole. Historiquement, c'est une zone de transition entre les territoires flamands et picards »

— Roman Siretchi, Marie-Annick Siretchi, Les Saints Villages de Hauts-de-France
Certains pays au sud de la Flandre romane sont attribués à la Picardie, c'est le cas de la Pévèle, mais aussi de l'Ostrevent, pays de Douai, qui s'étends aussi sur une partie de l'Artois wallon et du Hainaut historique.
À l'inverse, les territoires des Flandres artésiennes autour de Béthune, Saint-Omer et Aire-sur-la-Lys, mais aussi l'agglomération lilloise, semblent être attribué à l'espace culturel des Flandres.
Plus récemment, le terme de Wallonie picarde a aussi fait son apparition en nos temps modernes pour qualifier les alentours de Tournai ainsi que les trois pays cités précédemment.

### Wallonie picarde
L'idée de changer l'appellation Hainaut Occidental en Picardie wallonne ou Picardie hennuyère a été lancée en octobre 2004 par le ministre de la Santé, Rudy Demotte´ dans le cadre d'une réflexion sur l'identité du territoire et un projet de région. Si elle a été suivie par certains acteurs, l'idée n'a pas eu un grand succès car la population n'était pas du tout associée au projet mais aussi parce qu'aucun autre parti que le PS n'avait été consulté.

Le président de la fédération Hainaut occidental du MR, Jean-Luc Crucke avait d'ailleurs mis ce petit texte critique sur son site web :
« Wallonie picarde ? Picardie wallonne ? Qu’en dites-vous ?
Hainaut Occidental : parlons-en ! Certains voudraient le débaptiser et dénommer « Picardie wallonne » ou « Wallonie picarde ». Nul ne contestera nos origines picardes mais faut-il un renouvellement de façade ? La fédération MR s’est prononcée : aucun changement d’identité ne peut intervenir sans l’aval et la consultation de la population concernée. L’essentiel ne se situe pas dans une opération marketing mais dans un travail de fond.

À cet égard, il nous faut constater que ce n’est pas le boulot qui manque et que ni la Wallonie, ni le Hainaut, ni le Hainaut occidental, ne se portent au mieux de leur forme. »
Cependant, en 2006, la dénomination Wallonie Picarde est adopté et progressivement, les associations de Wallonie picarde adaptent leurs dénominations :
- Au sein des partis politiques de Belgique francophone : le Parti socialiste[13].
- Au sein des médias : le nom officiel de la télévision locale est « Notélé, du Grand Tournai à la Wallonie picarde ».
- Au sein d'associations économiques et professionnelles : la Chambre de commerce et d’industrie de Wallonie Picarde[14], l'Association royale des architectes de Wallonie Picarde[15], la Société de développement et de participation de Wallonie Picarde.
- Au sein du milieu associatif : la Fondation rurale de Wallonie a une section "Wallonie picarde".

## Équipements et services publics

### Espaces publics
Amiens est récompensé depuis 1992 par le label « Ville d'art et d'histoire » qui récompense la protection et la mise en valeur de ce patrimoine.
Beauvais possède quatre arobases attribués par l'association Ville Internet,, deux prix « Territoria »,, l'écolabel Pavillon Bleu d'Europe depuis 2005, le trophée Éco Actions pour la catégorie « sensibilisation/éducation » de 2008 décerné par l'association « Les Éco Maires » et le label Tourisme et Handicap en 2010.

## Population et société

### Démographie
La Picardie est un territoire essentiellement rural cependant quelques espaces se démarquent :
- la Côte d'Opale de la Baie d'Authie à Boulogne-sur-Mer
- le sud et la vallée de l'Oise depuis Compiègne
- le Hainaut autour de Valenciennes et Maubeuge
- Autour de l'Escaut de Mons à La Louvière

| Nom                  | Code Insee | Département   | Superficie (km2) | Population (dernière pop. légale) | Densité (hab./km2) | Modifier                                    |
| -------------------- | ---------- | ------------- | ---------------- | --------------------------------- | ------------------ | ------------------------------------------- |
| Amiens               | 80021      | Somme         | 49,76            | 134 780 (2022)                    | 2 709              | modifier les données · modifier les données |
| Beauvais             | 60057      | Oise          | 33,31            | 55 906 (2022)                     | 1 678              | modifier les données · modifier les données |
| Saint-Quentin        | 02691      | Aisne         | 22,56            | 52 995 (2022)                     | 2 349              | modifier les données · modifier les données |
| Valenciennes         | 59606      | Nord          | 13,82            | 42 979 (2022)                     | 3 110              | modifier les données · modifier les données |
| Arras                | 62041      | Pas-de-Calais | 11,63            | 42 621 (2022)                     | 3 665              | modifier les données · modifier les données |
| Boulogne-sur-Mer     | 62160      | Pas-de-Calais | 8,42             | 41 039 (2022)                     | 4 874              | modifier les données · modifier les données |
| Compiègne            | 60159      | Oise          | 53,10            | 40 808 (2022)                     | 769                | modifier les données · modifier les données |
| Creil                | 60175      | Oise          | 11,09            | 36 494 (2022)                     | 3 291              | modifier les données · modifier les données |
| Cambrai              | 59122      | Nord          | 18,18            | 31 568 (2022)                     | 1 736              | modifier les données · modifier les données |
| Maubeuge             | 59392      | Nord          | 18,85            | 28 879 (2022)                     | 1 532              | modifier les données · modifier les données |
| Soissons             | 02722      | Aisne         | 12,32            | 28 667 (2022)                     | 2 327              | modifier les données · modifier les données |
| Hénin-Beaumont       | 62427      | Pas-de-Calais | 20,72            | 25 764 (2022)                     | 1 243              | modifier les données · modifier les données |
| Laon                 | 02408      | Aisne         | 42,00            | 24 066 (2022)                     | 573                | modifier les données · modifier les données |
| Abbeville            | 80001      | Somme         | 26,42            | 22 406 (2022)                     | 848                | modifier les données · modifier les données |
| Nogent-sur-Oise      | 60463      | Oise          | 7,46             | 21 859 (2022)                     | 2 930              | modifier les données · modifier les données |
| Denain               | 59172      | Nord          | 11,52            | 20 622 (2022)                     | 1 790              | modifier les données · modifier les données |
| Saint-Amand-les-Eaux | 59526      | Nord          | 33,81            | 16 042 (2022)                     | 474                | modifier les données · modifier les données |
| Senlis               | 60612      | Oise          | 24,05            | 15 238 (2022)                     | 634                | modifier les données · modifier les données |
| Méru                 | 60395      | Oise          | 22,83            | 14 091 (2022)                     | 617                | modifier les données · modifier les données |
| Caudry               | 59139      | Nord          | 12,94            | 14 032 (2022)                     | 1 084              | modifier les données · modifier les données |

En Belgique, les communes les plus peuplées sont, dans l'ordre : Mons, La Louvière, Tournai, Ath et Soignies.

#### Amiens

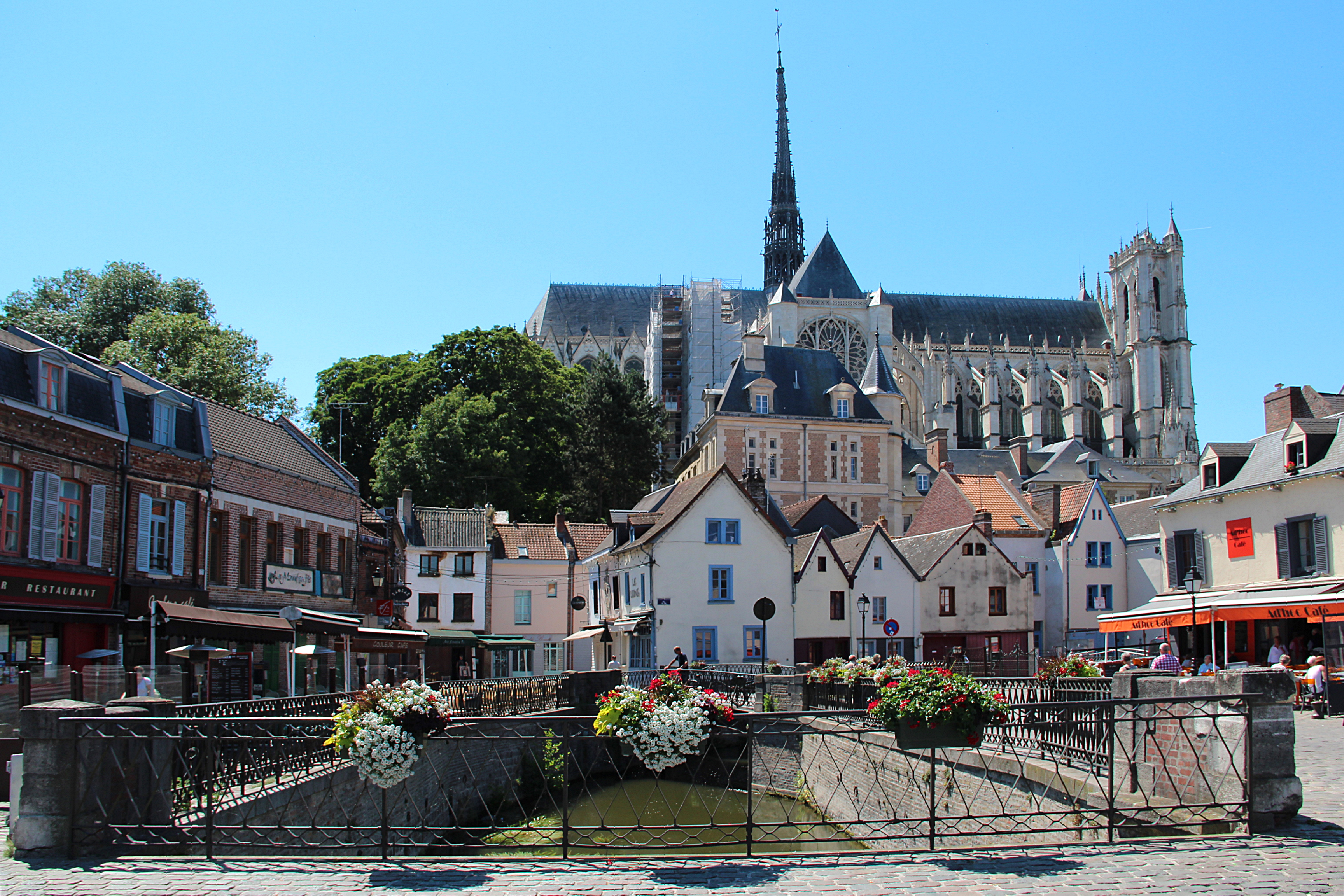
La place du Don.

Capitale de la Picardie, Amiens est située au centre ouest de la région, première ville de France en nombre d'inscriptions au patrimoine de l'Unesco, Amiens est célèbre pour sa cathédrale Notre-Dame, joyau de l'art gothique et l'une des plus vastes cathédrales du monde. Elle est surnommée la « petite Venise du Nord » en raison des nombreux canaux qui la traversent et des hortillonnages.

#### Beauvais

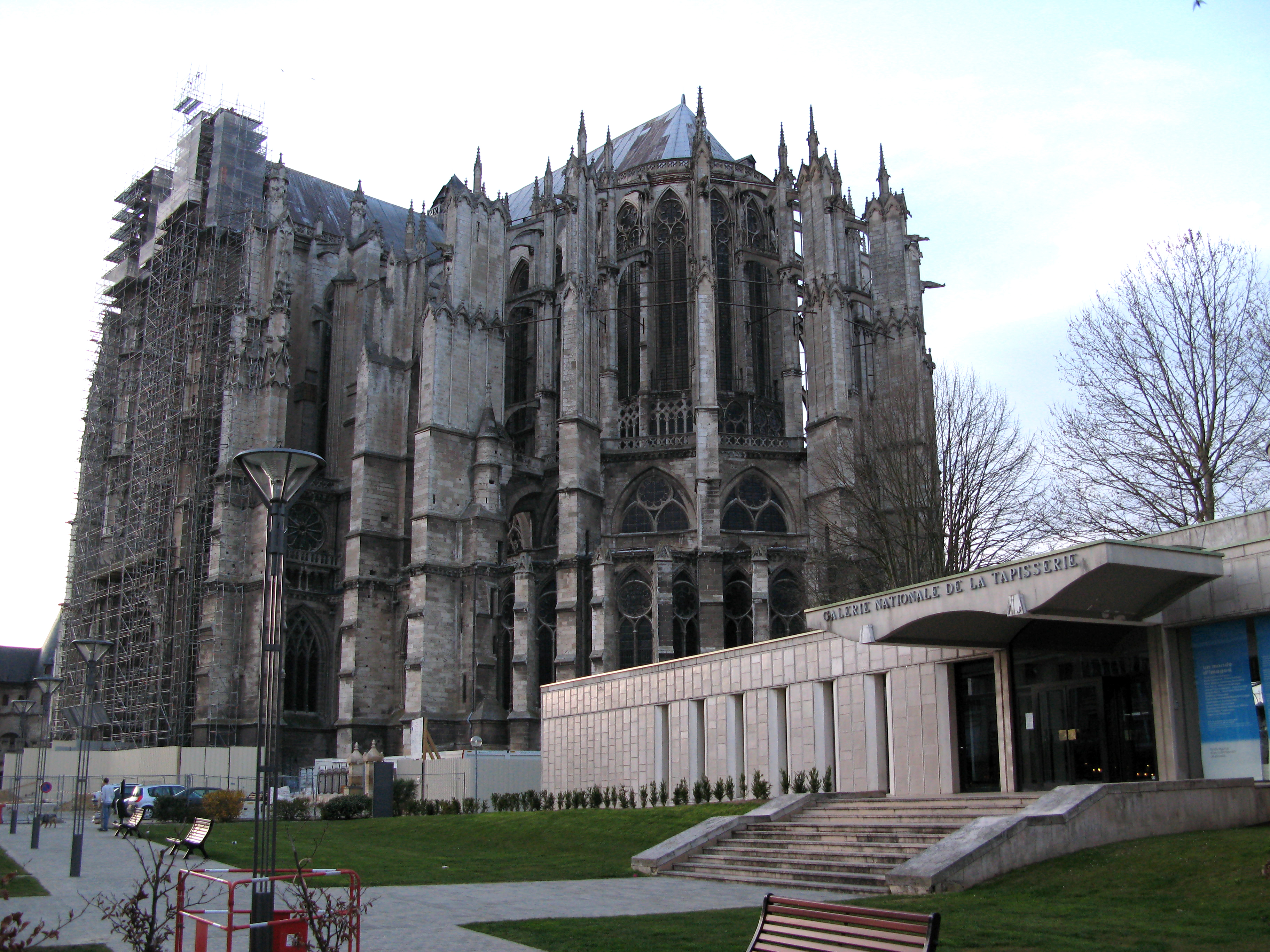
La cathédrale Saint-Pierre de Beauvais et la galerie nationale de la tapisserie.

Capitale du Beauvaisis, Beauvais est une célèbre ville pour sa cathédrale d'architecture gothique, encore inachevée à ce jour mais au chœur gothique e plus haut du monde. Elle est la capitale du département de l'Oise.

#### Arras

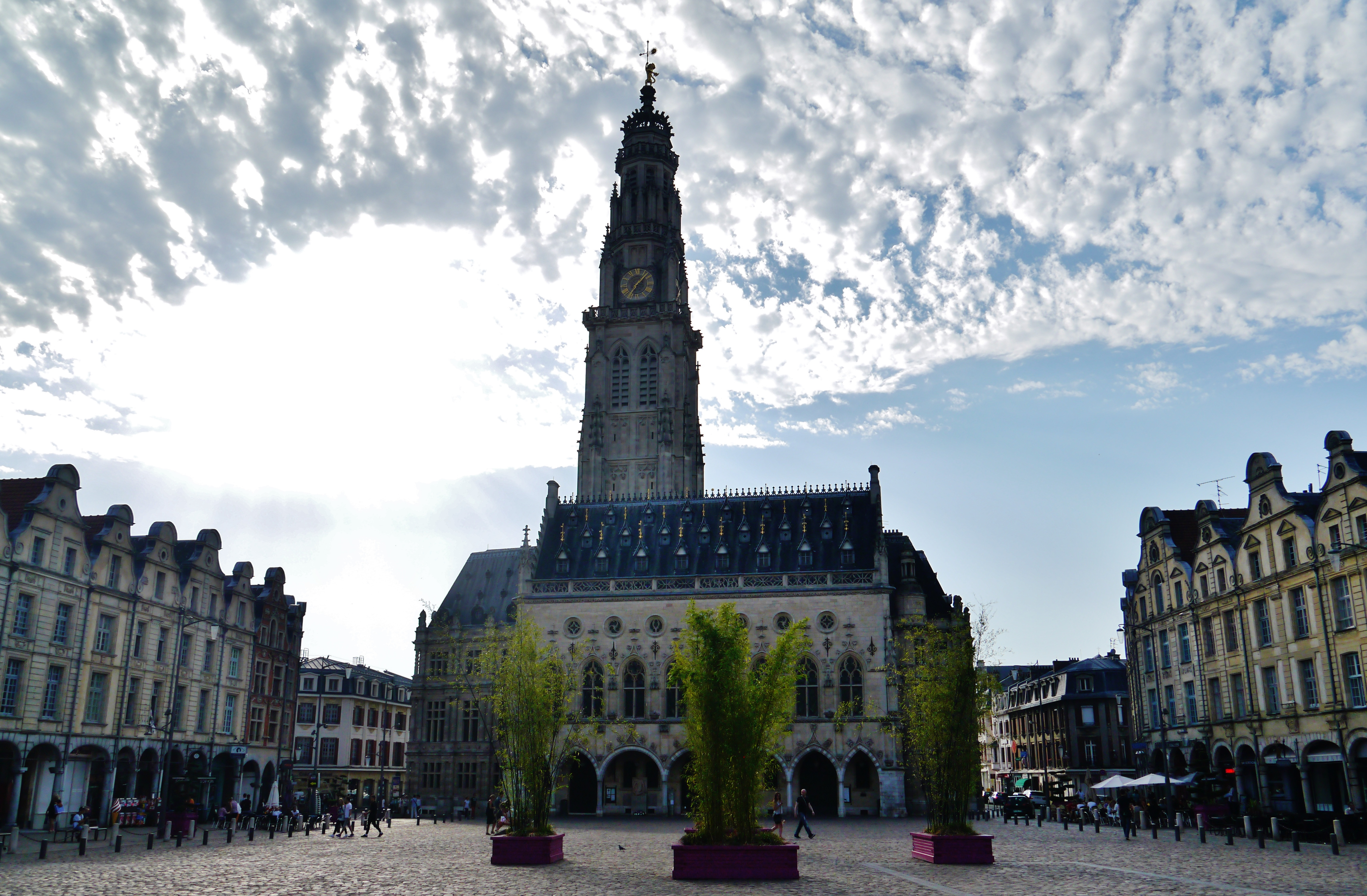
Place des héros.

Capitale littéraire de la Picardie,, Arras a une position centrale en Artois. Elle compte 225 monuments classés ou inscrits aux monuments historiques, ce qui fait d'elle la 7e ville française en nombre de monuments, équivalent à ceux de Rouen et Strasbourg.

#### Mons

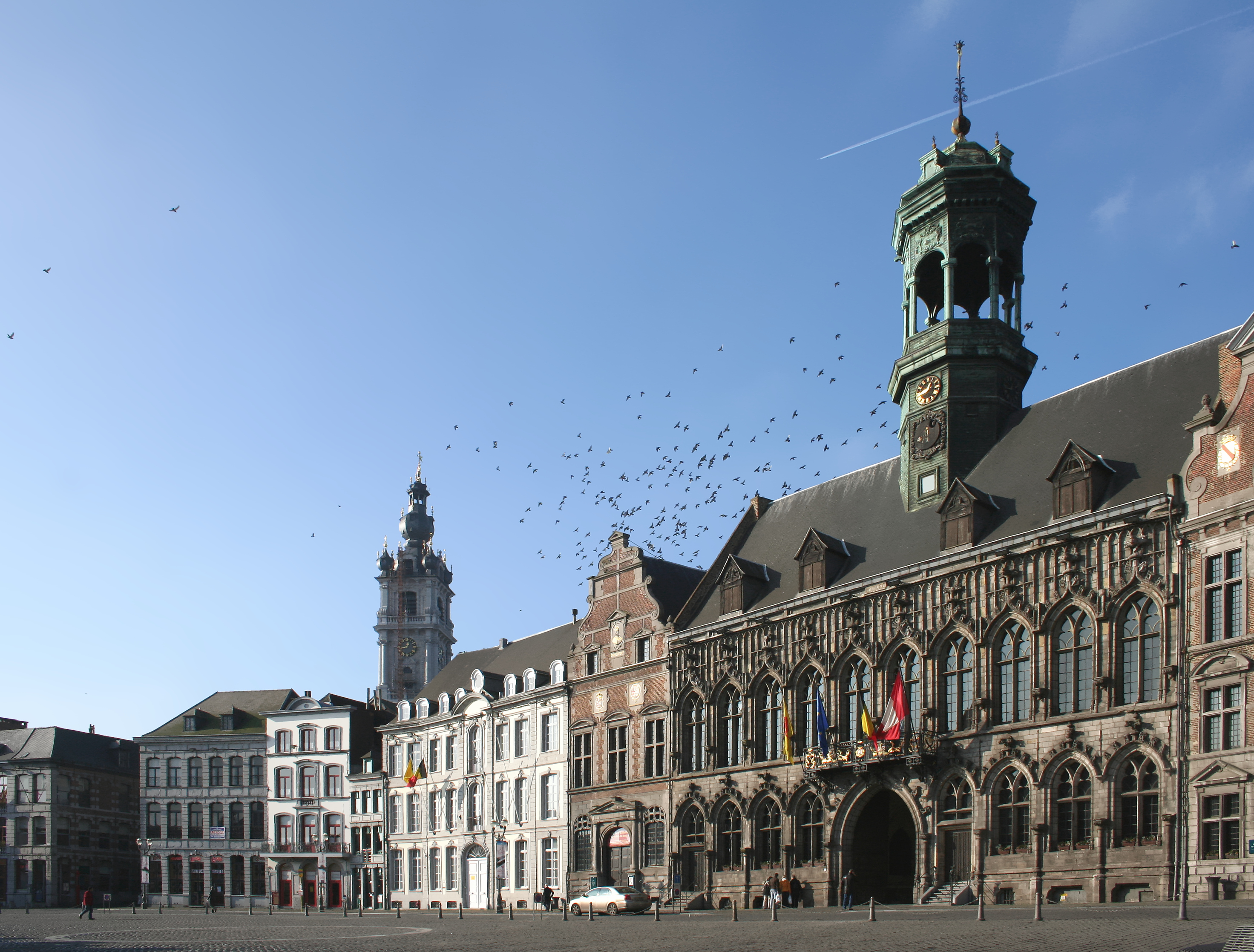
Le beffroi et l'hôtel de ville de Mons.

Capitale de la Basse-Picardie au Moyen Âge, Mons est la plus grande ville picarde de Belgique, avant Tournai et Ath, la ville est aussi la capitale du Borinage, une région marquée par son héritage et son patrimoine minier. La ville compte de nombreux musées, on y retrouve aussi un beffroi.

### Sports et loisirs
Le football est de loin, le sport le plus populaire de la région. Les clubs les plus connus sont l'Amiens Sporting Club, le Racing Club de Lens, l'Union sportive Boulogne Côte d'Opale et le Valenciennes Football Club.
Le hockey sur glace est également un sport populaire, surtout à Amiens où les Gothiques d'Amiens joue les premières places en Synerglace Ligue Magnus. Les Diables Rouges de Valenciennes joue en Division 1.
- En basket, Saint-Quentin joue en Betclic Elite et l’AS Denain-Voltaire joue en Pro B
- En volley, Cambrai et Saint-Quentin évoluent en Ligue B

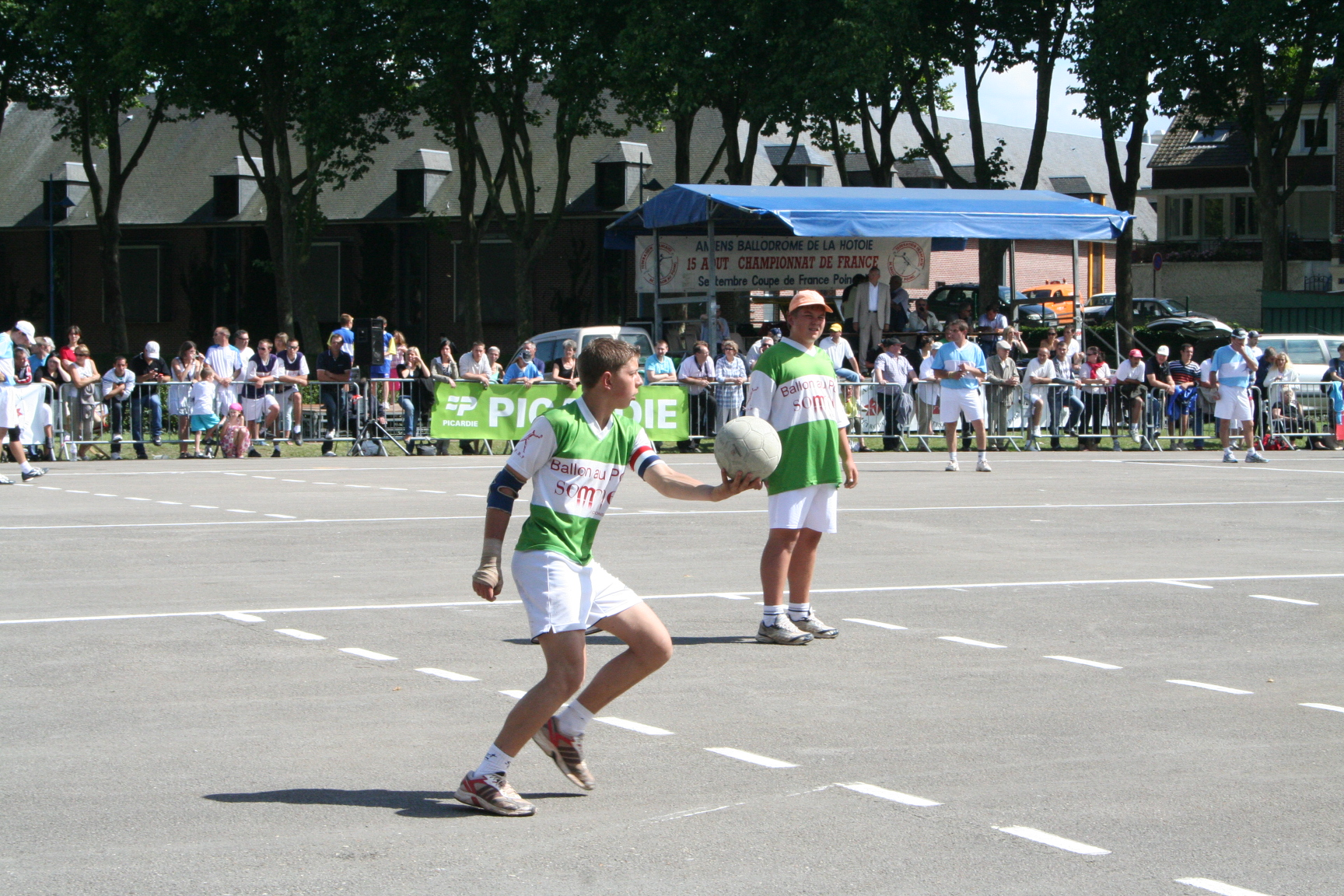
Championnat de France de Ballon au poing, parc de la Hotoie à Amiens.

Le ballon au poing est un sport collectif inscrit en 2012 sur la liste de l'Inventaire du patrimoine culturel immatériel français. Comme son nom l'indique, le joueur n'utilise pas de raquette pour frapper la balle, mais utilise son poing. On retrouve 39 clubs dans la Somme.
La balle à la main est un sport collectif populaire autour de Corbie. Comme le ballon au poing, ce sport est classé depuis 2012 sur la liste de l'Inventaire du patrimoine culturel immatériel français. La balle à la main est l'ancêtre direct du jeu de paume tel qu'il était pratiqué au Moyen Âge.
La balle au tamis est un jeu issu du jeu de paume, entre la longue paume et la balle à la main. Le but du jeu est de faire écraser au sol le ballon dans le camp adverse, et si celui-ci n'est pas repris à la volée ou au rebond, le point de contact au sol est marqué et fait déplacer le filet, ce qui réduit le terrain adverse. Ce sport est joué dans le Vimeu à Tours-en-Vimeu.
Le javelot tir sur cible est un jeu individuel, en doublette ou en triplette où le but est de lancer un javelot sur une cible. Le jeu est pratiqué dans le Pas-de-Calais autour d'Arras, de Valenciennes, d'Hesdin-la-Forêt ou dans la Somme à Albert ou Pont-de-Metz.
La longue paume est un jeu de gagne-terrain en 1 contre 1 ou alors en équipe de 2, 4 ou 6. Ce sport est considéré comme l’ancêtre du tennis dont le but est de renvoyer la balle tirée par l’adversaire le plus loin possible dans son camp afin de gagner du terrain. Ce jeu est joué essentiellement dans le nord de l’Oise, dans le centre-est de la Somme et à Beauvois-en-Vermandois dans l’Aisne.

### Médias

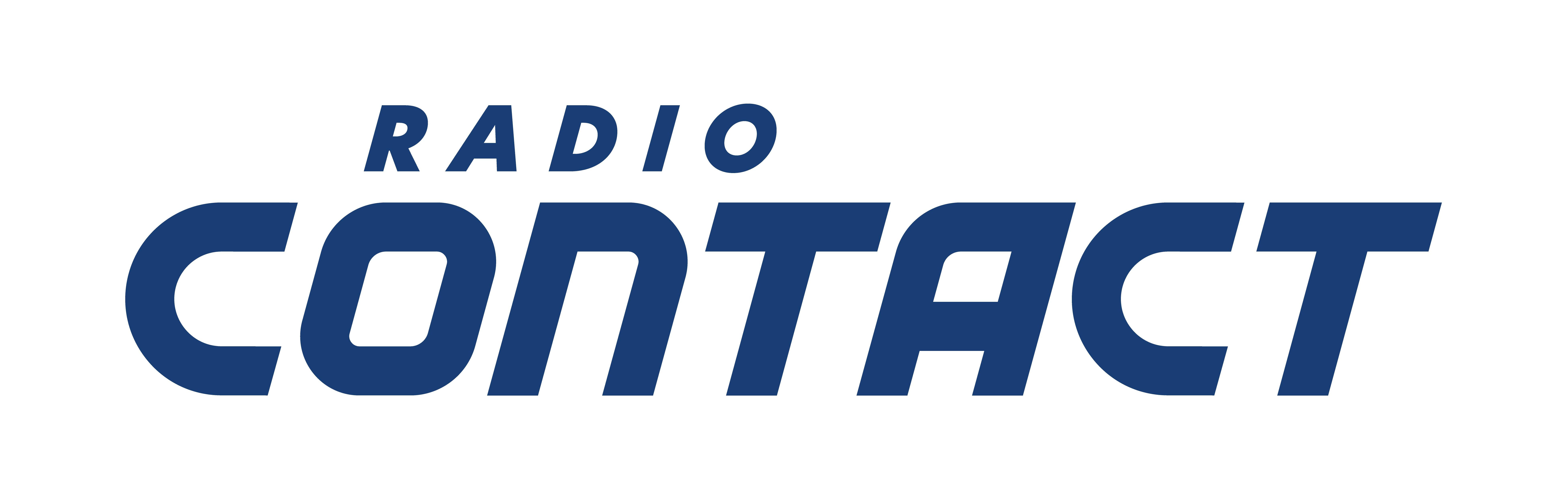
Radio Contact.

#### Radio
Radio Contact couvre en intégralité la région.
Ici Nord et Ici Picardie couvre respectivement le Pas-de-Calais, le Nord et l'ancienne région administrative Picardie.

#### Télévision
Wéo Picardie est une chaîne de télévision régionale retransmise intégralement dans la Somme, l'Oise et l'Aisne. Wéo Nord-Pas-de-Calais couvre le département du Nord en intégralité et le Pas-de-Calais dans les alentours d'Arras.
Notélé est une chaîne de télévision locale de Wallonie picarde en Belgique. Notélé signifie "Notre télé" en picard, la langue régionale de la région.

#### Journaux

Le Courrier picard.

On trouve de nombreux journaux en fonction du lieu d'habitation. Néanmoins, Le Courrier picard est le principal journal de la région. Il est distribué partout dans la Somme et dans l'Oise et en partie dans Aisne (environs de Saint-Quentin). L'Aisne nouvelle remplace ce journal dans le reste du département.
L'Oise Hebdo et L'Observateur de Beauvais sont deux hebdomadaires régionaux de l'Oise. L'Abeille de la Ternoise est diffusé dans le Ternois et le nord de la Somme (environs de Doullens). Le Bonhomme picard est lui diffusé à cheval entre la Somme et l'Oise (environs de Montdidier).
L'Union est un quotidien régional diffusé dans les Ardennes, la Marne et l'Aisne. Nord Littoral est un quotidien local de Calais.

## Économie
La Picardie se caractérise par l'importance numérique de sa population rurale et l'absence de très grandes agglomérations. La ville la plus importante est Amiens avec 133 448 habitants (270 000 hab. pour la communauté d'agglomération Amiens Métropole). Cette situation était déjà celle de la Picardie sous l'Ancien Régime.
L'économie de l'ancienne province de Picardie reposait très largement sur l'agriculture : céréales, plantes tinctoriales ou textile qui alimentaient une industrie textile à la fois urbaine et très répandue en milieu rural.

## Architecture
La Picardie est une terre de beffrois avec, par exemple, celui d'Arras. En Europe, un beffroi est une tour, propriété communale, le plus souvent, qui symbolisait au Moyen Âge, les libertés communales, servait à surveiller les alentours et permettait d'alerter la population en cas de danger, grâce à la présence de cloches.

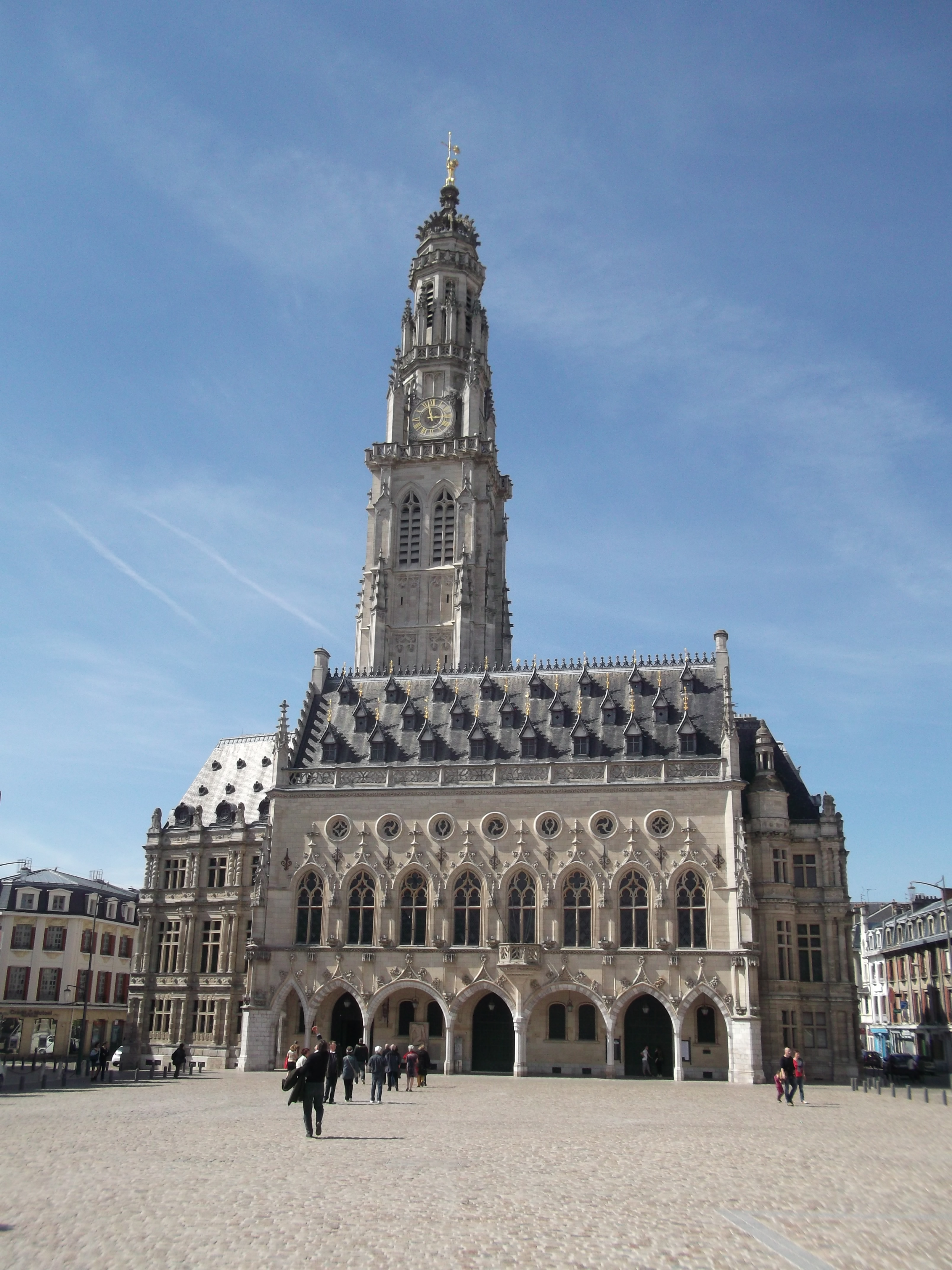
Beffroi d'Arras
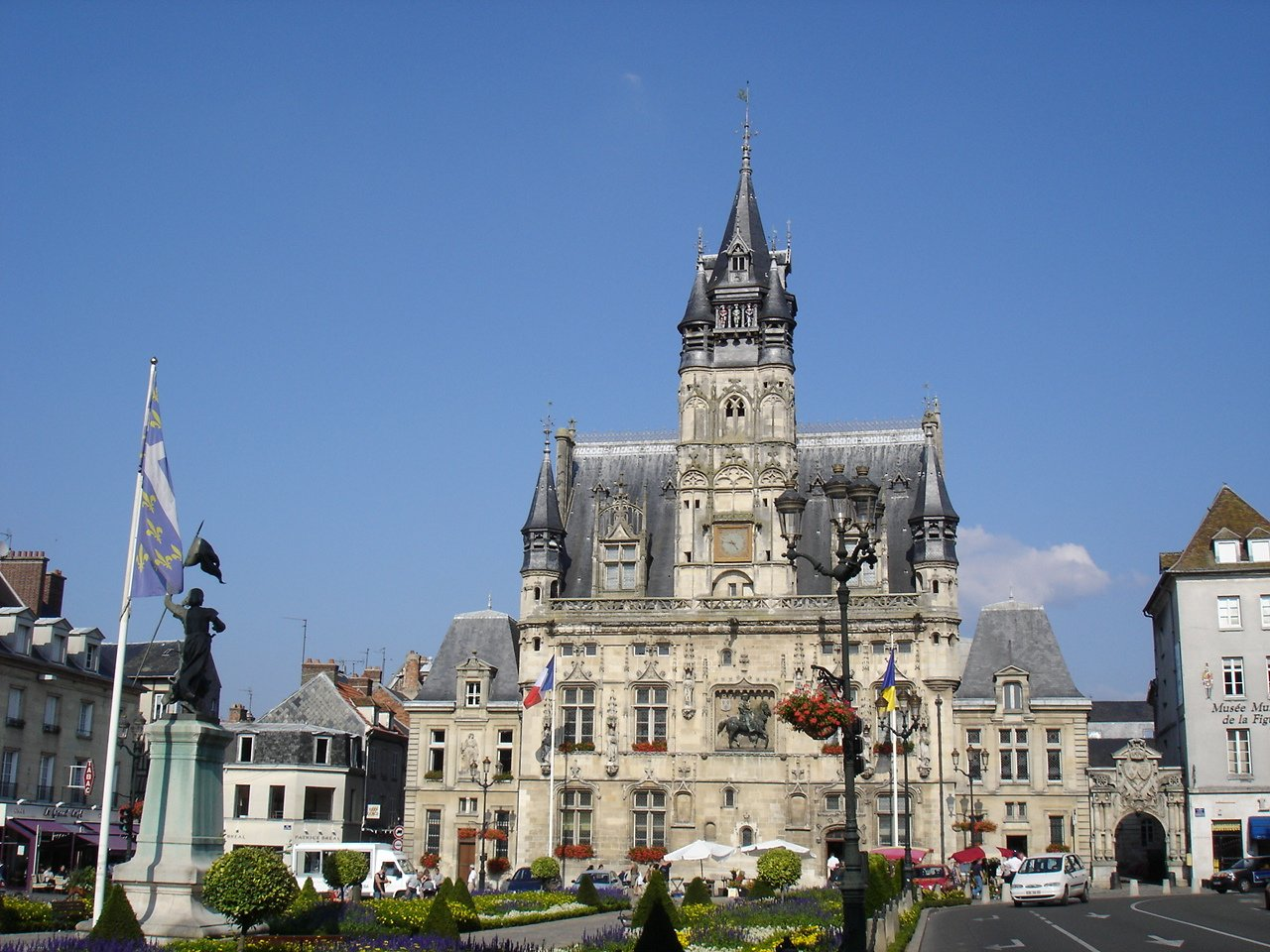
Beffroi de Compiègne
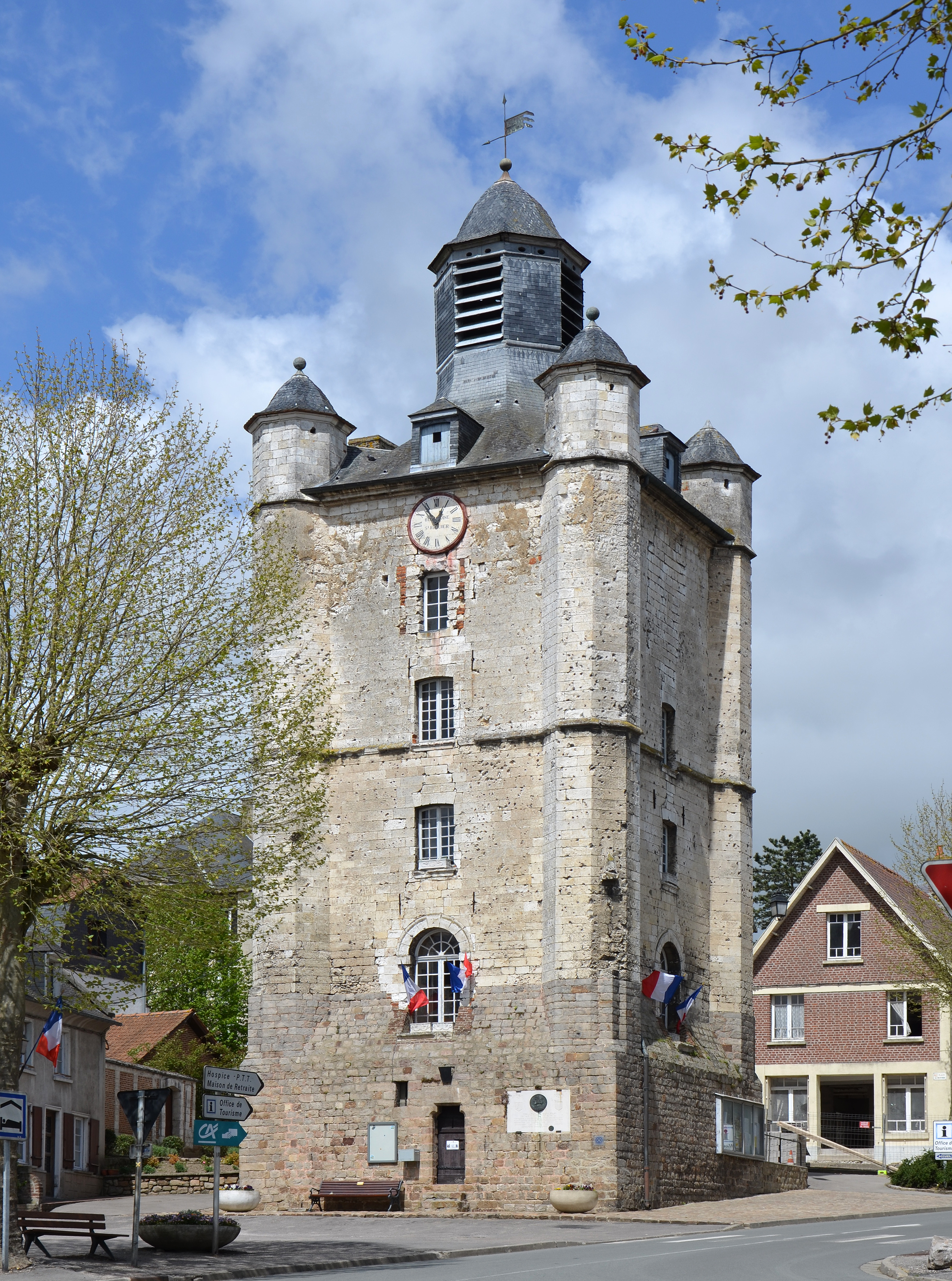
Beffroi de Saint-Riquier
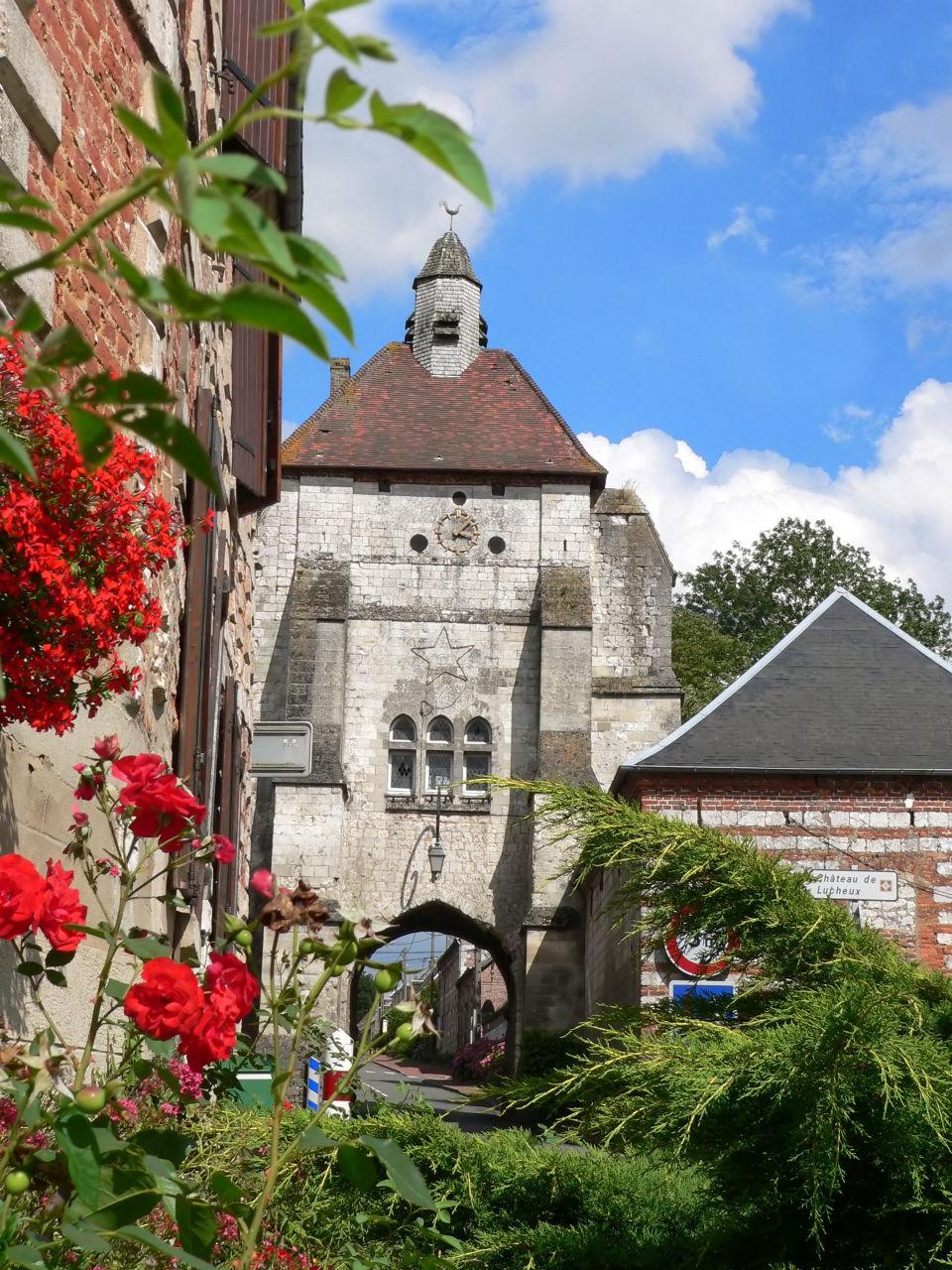
Beffroi de Lucheux
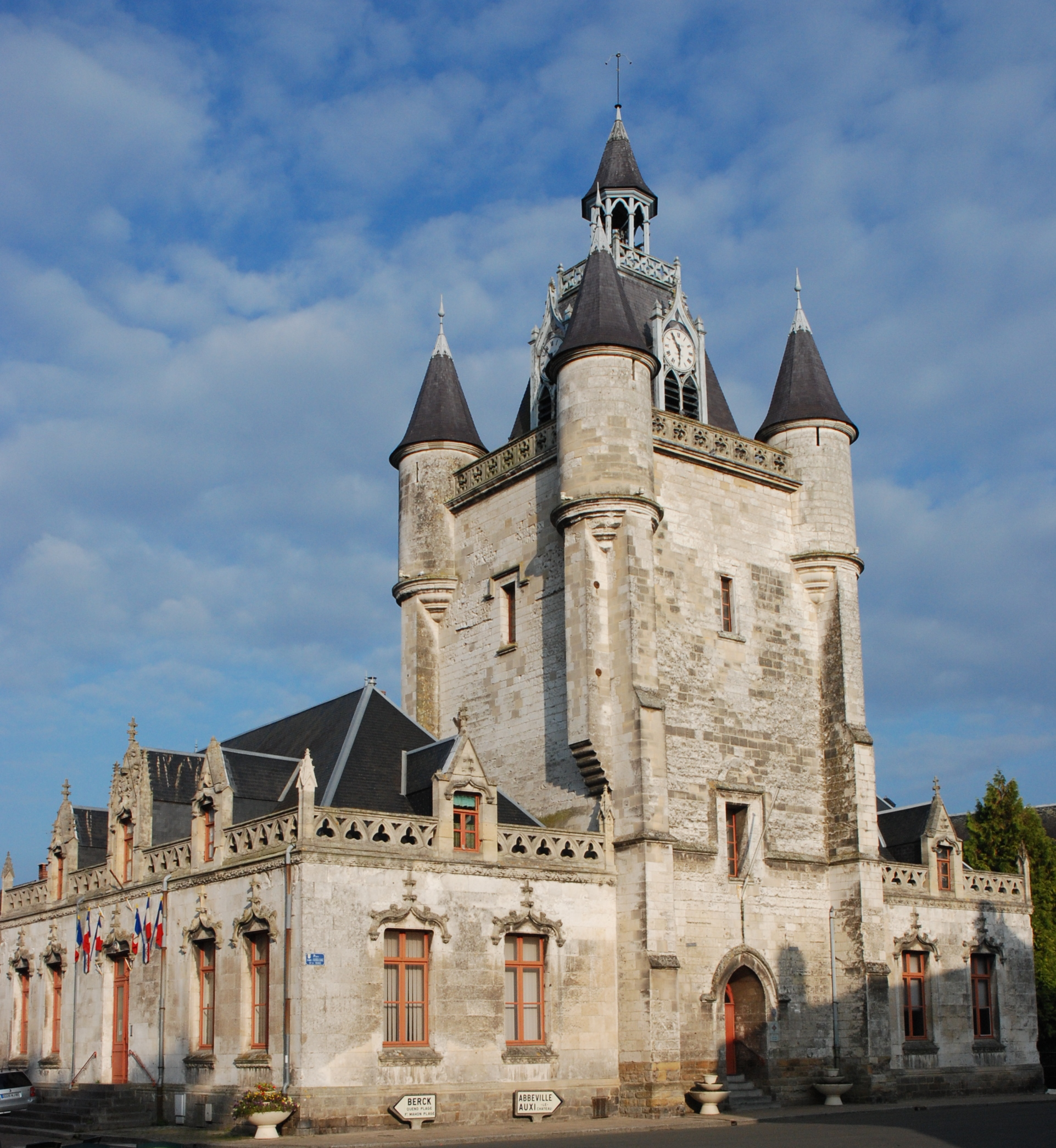
Beffroi de Rue
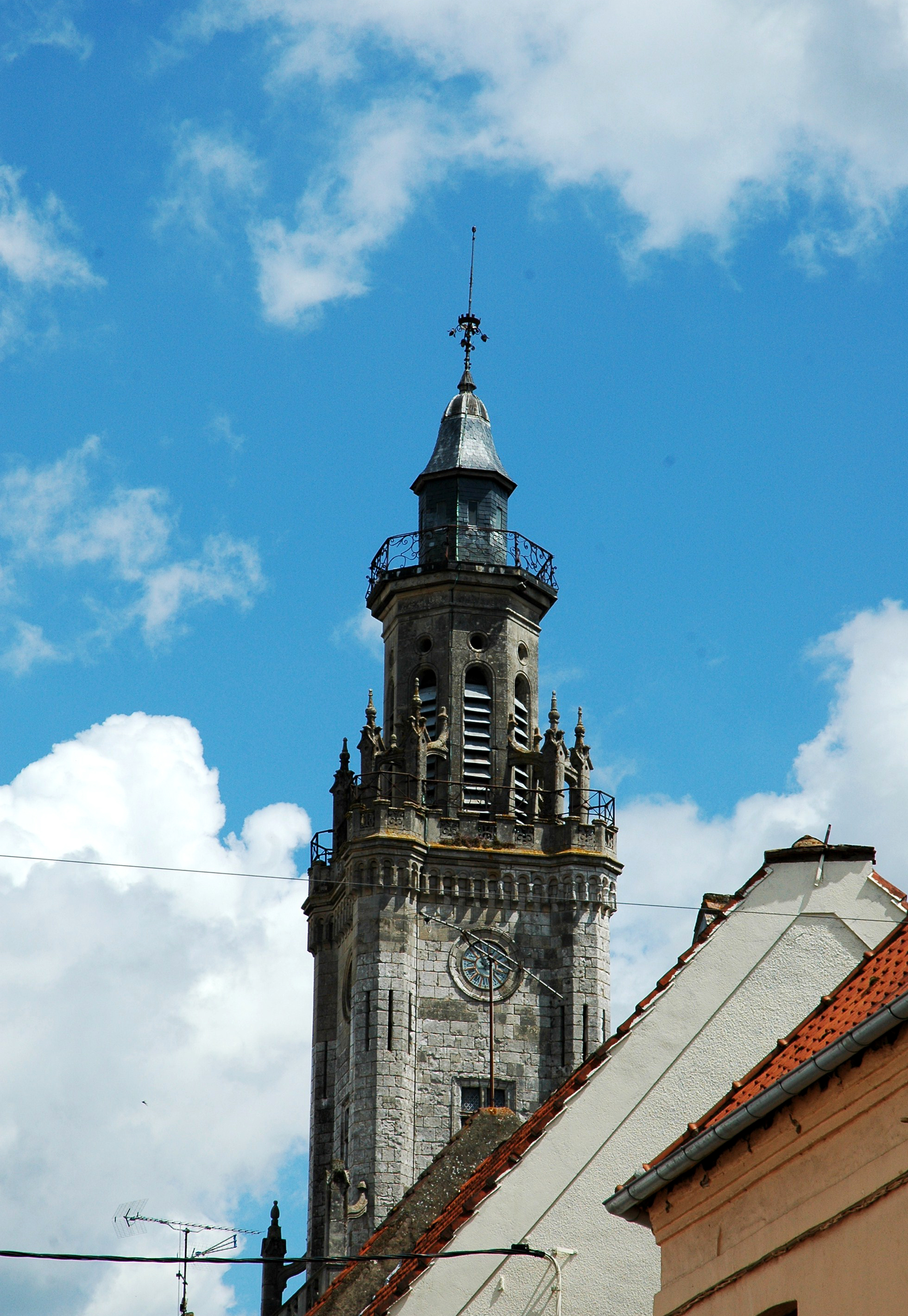
Beffroi d'Hesdin
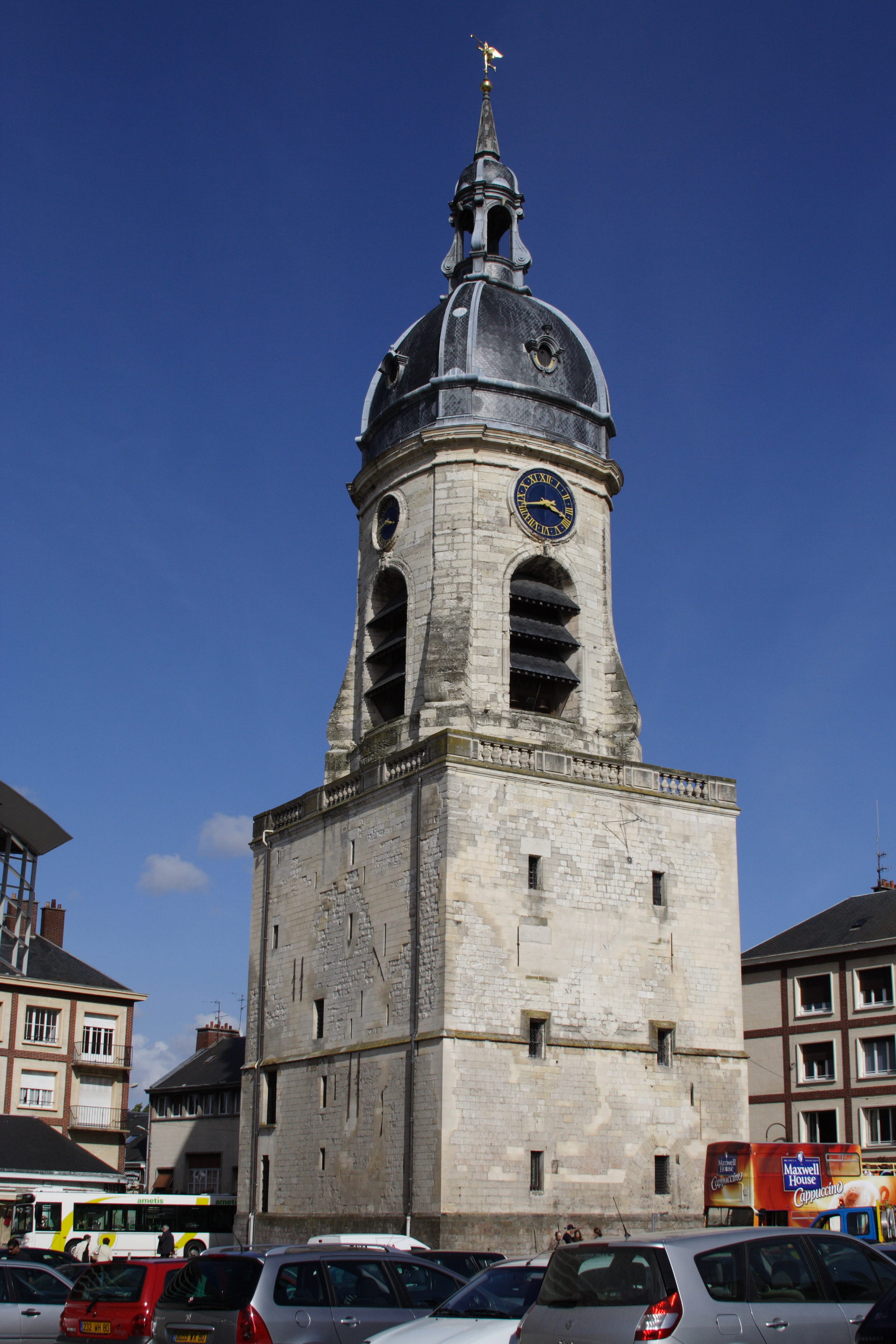
Beffroi d'Amiens
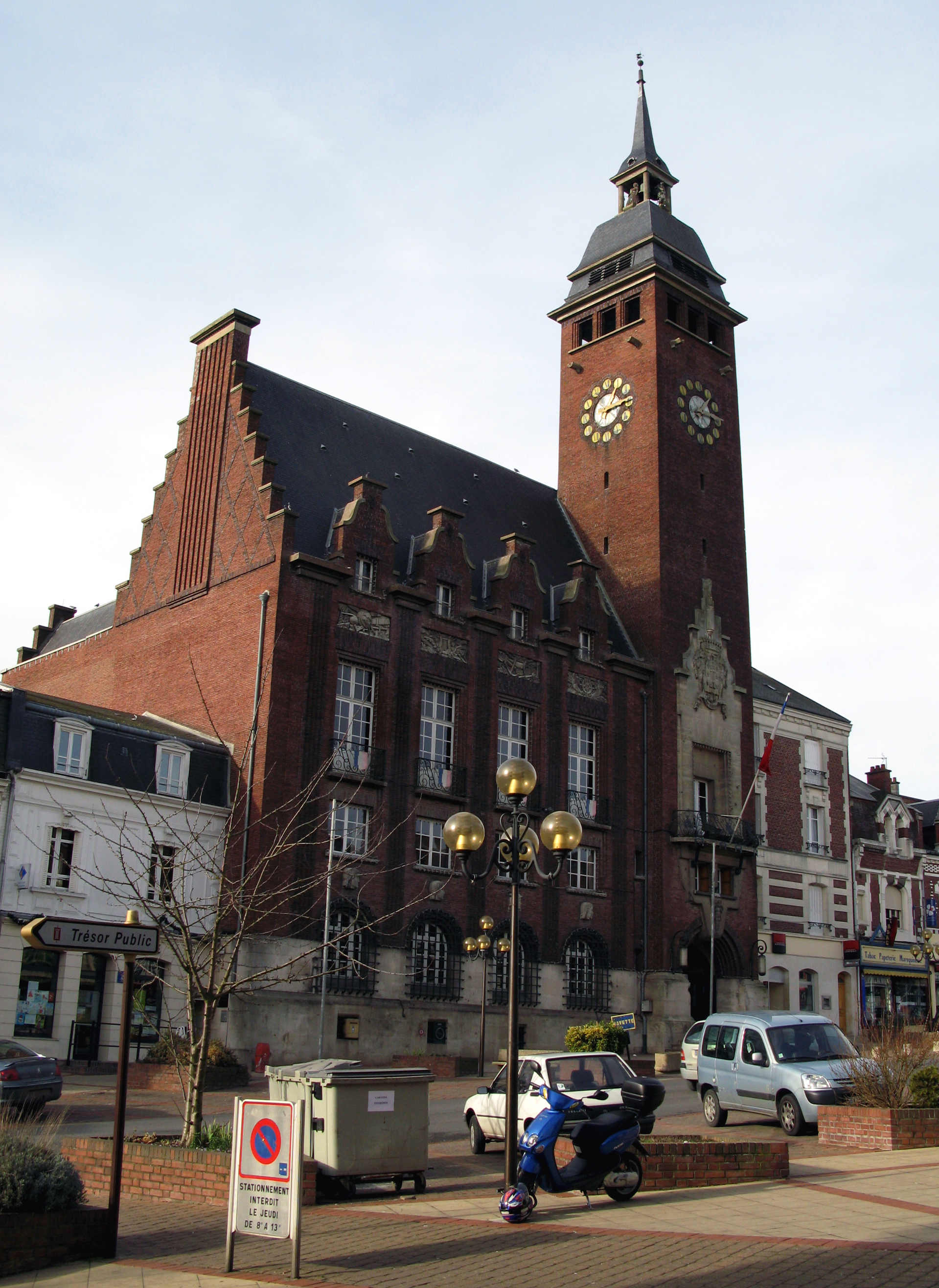
Beffroi de Montdidier

Hormis Compiègne, on constate une absence de beffrois dans le sud de la Picardie, il faut savoir que tout comme les cathédrales du nord, les beffrois au sud de la région ont été pour la plupart ravagés, on en retrouvait même à Crépy-en-Valois, Senlis, Laon, Noyon ou encore Villers-Cotterêts.

Anciens beffrois de Picardie
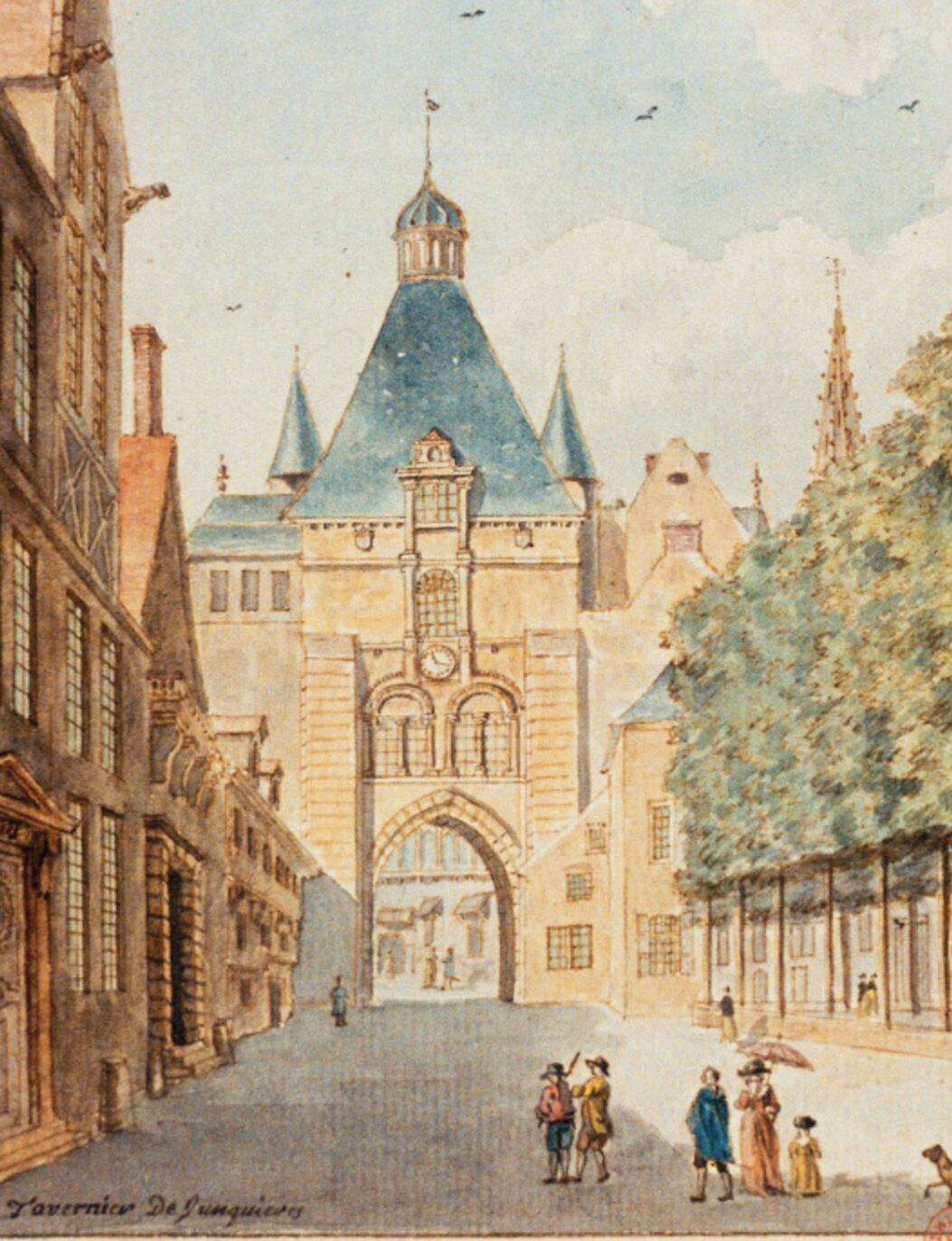
Beffroi de Crépy-en-Valois dans l'Oise
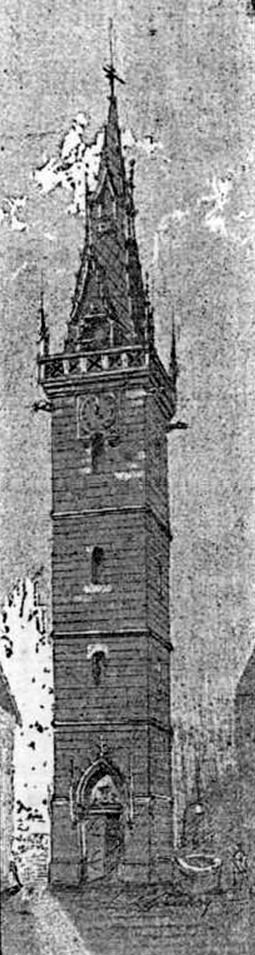
Beffroi de Senlis dans l'Oise
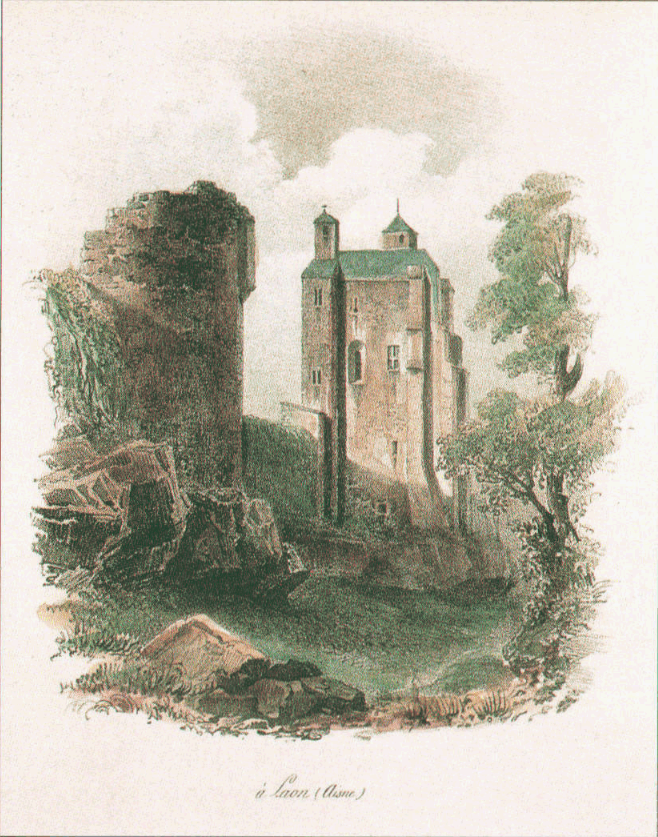
Beffroi de Laon dans l'Aisne
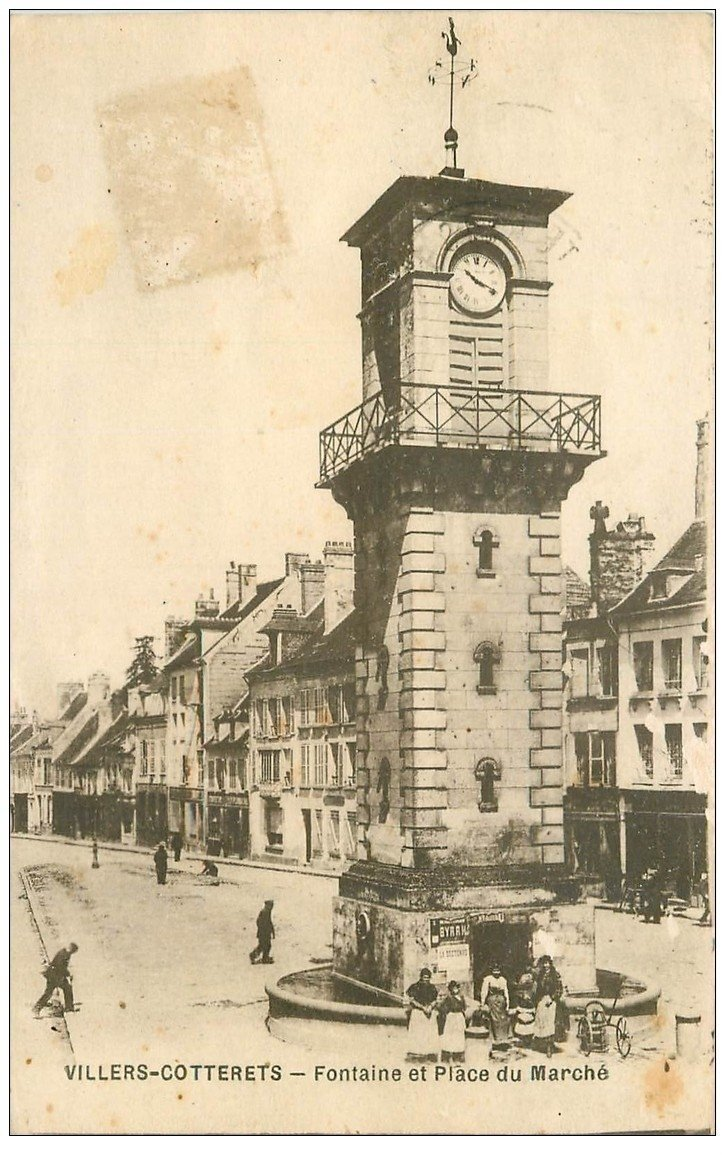
Beffroi de Villers-Cotterêts dans l'Aisne

### Patrimoine religieux
La Picardie est parfois surnommée « terre de cathédrales ». L'architecture monumentale de cette région est marquée par l'art gothique, et se traduit notamment par la plus forte concentration de cathédrales au monde. Ces dernières offrent des exemples de gothique primitif à Noyon, Laon et Senlis, de gothique classique à Soissons, et de gothique flamboyant à Amiens et Beauvais,.

Les cathédrales de Picardie
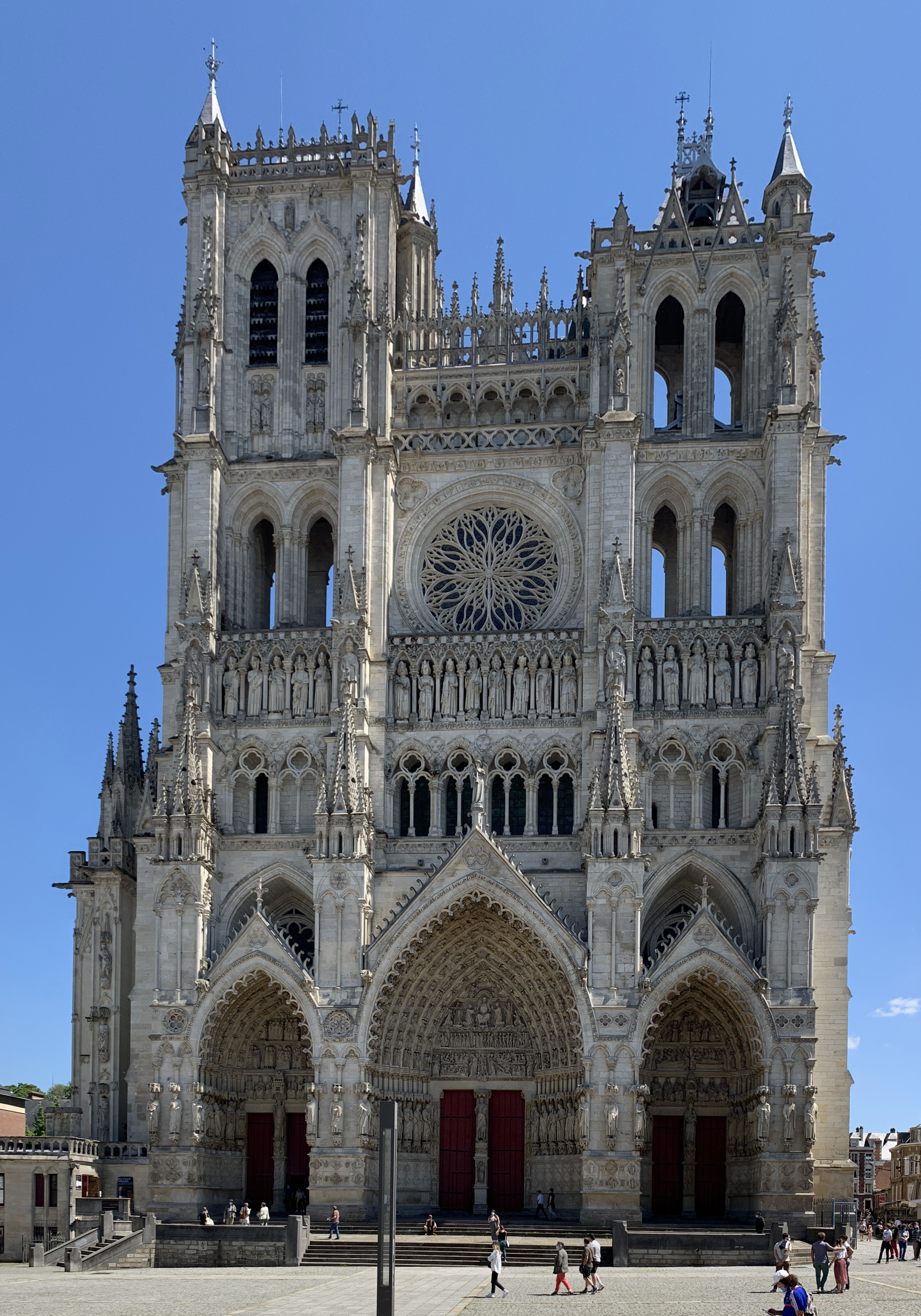
Cathédrale Notre-Dame d'Amiens
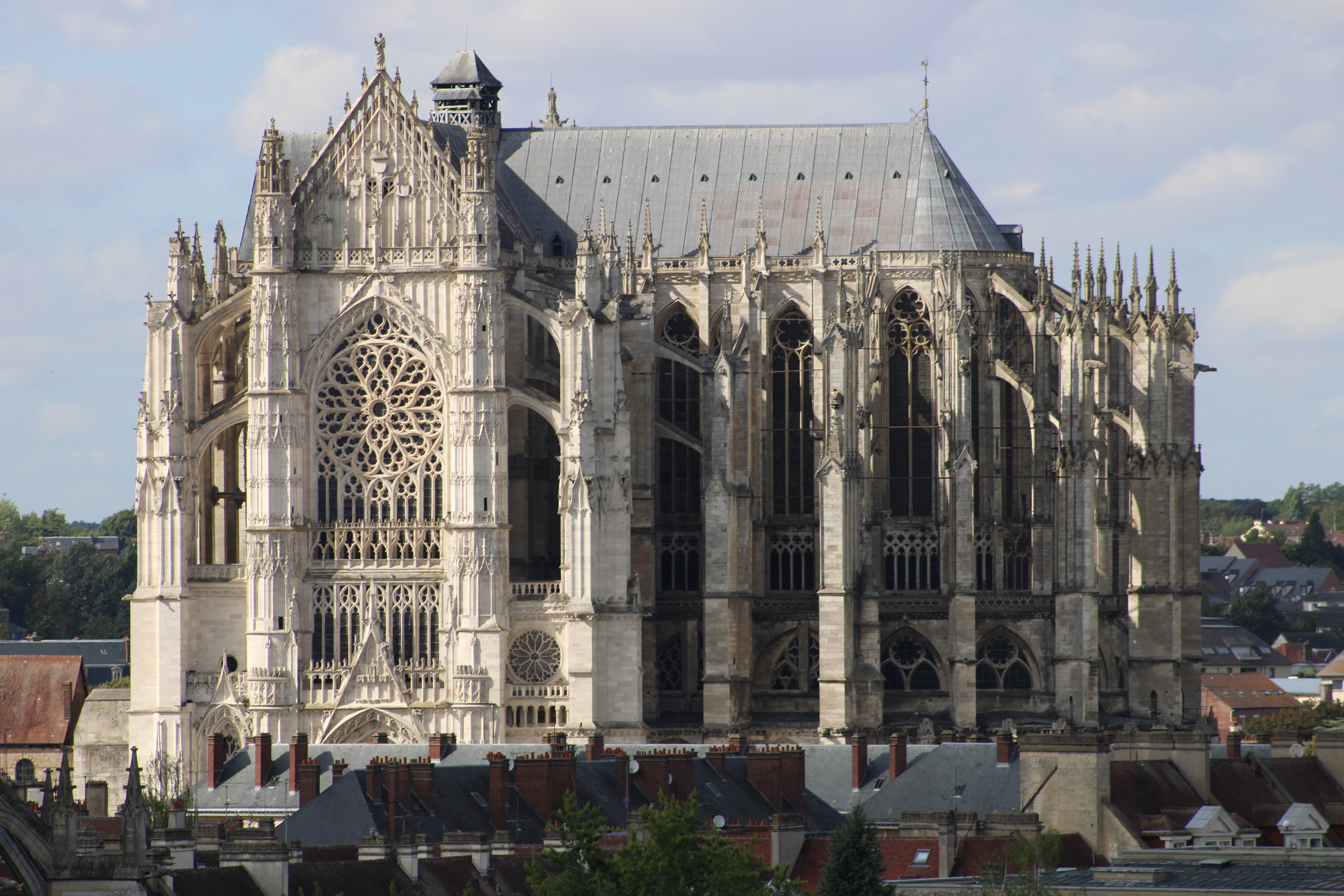
Cathédrale Saint-Pierre de Beauvais
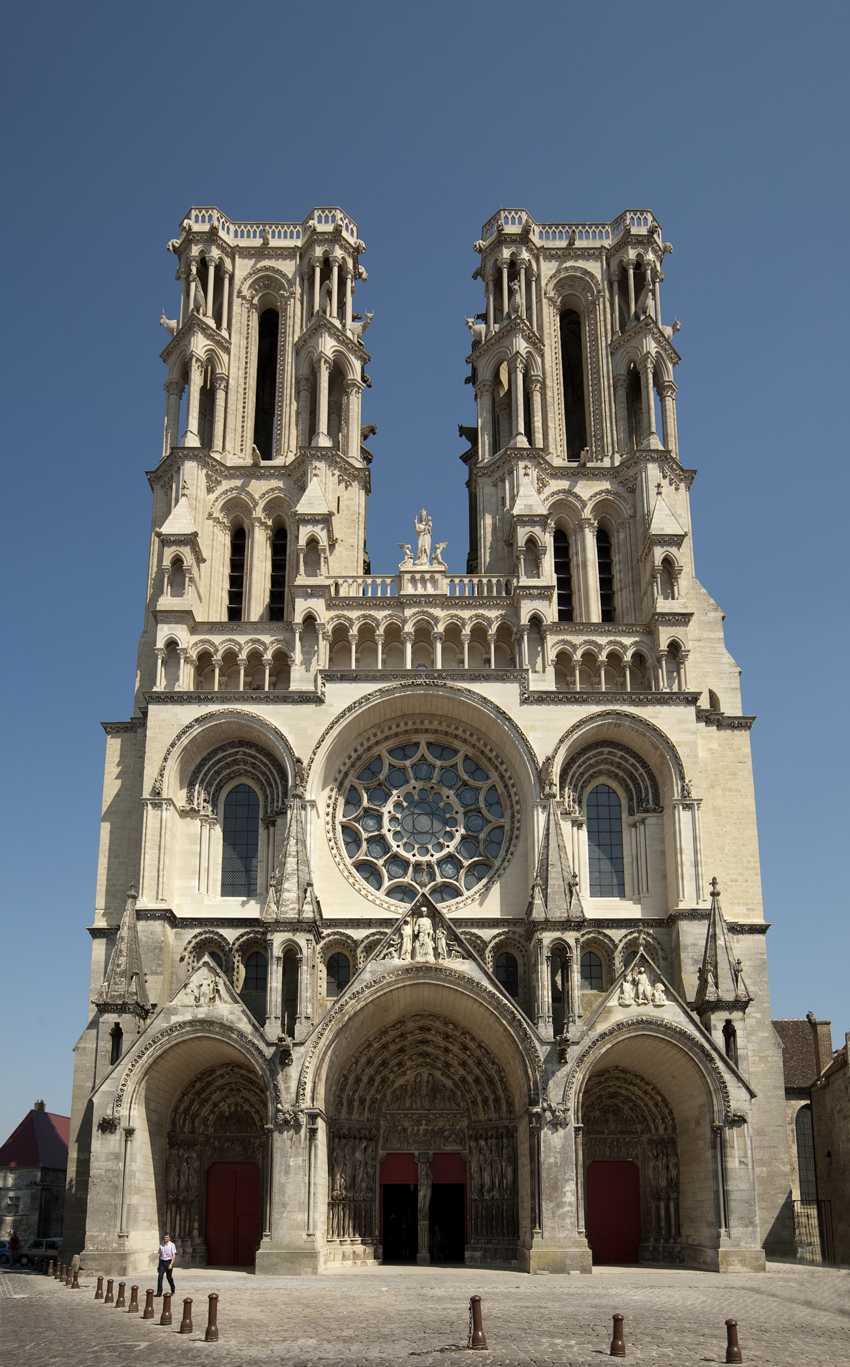
Cathédrale Notre-Dame de Laon
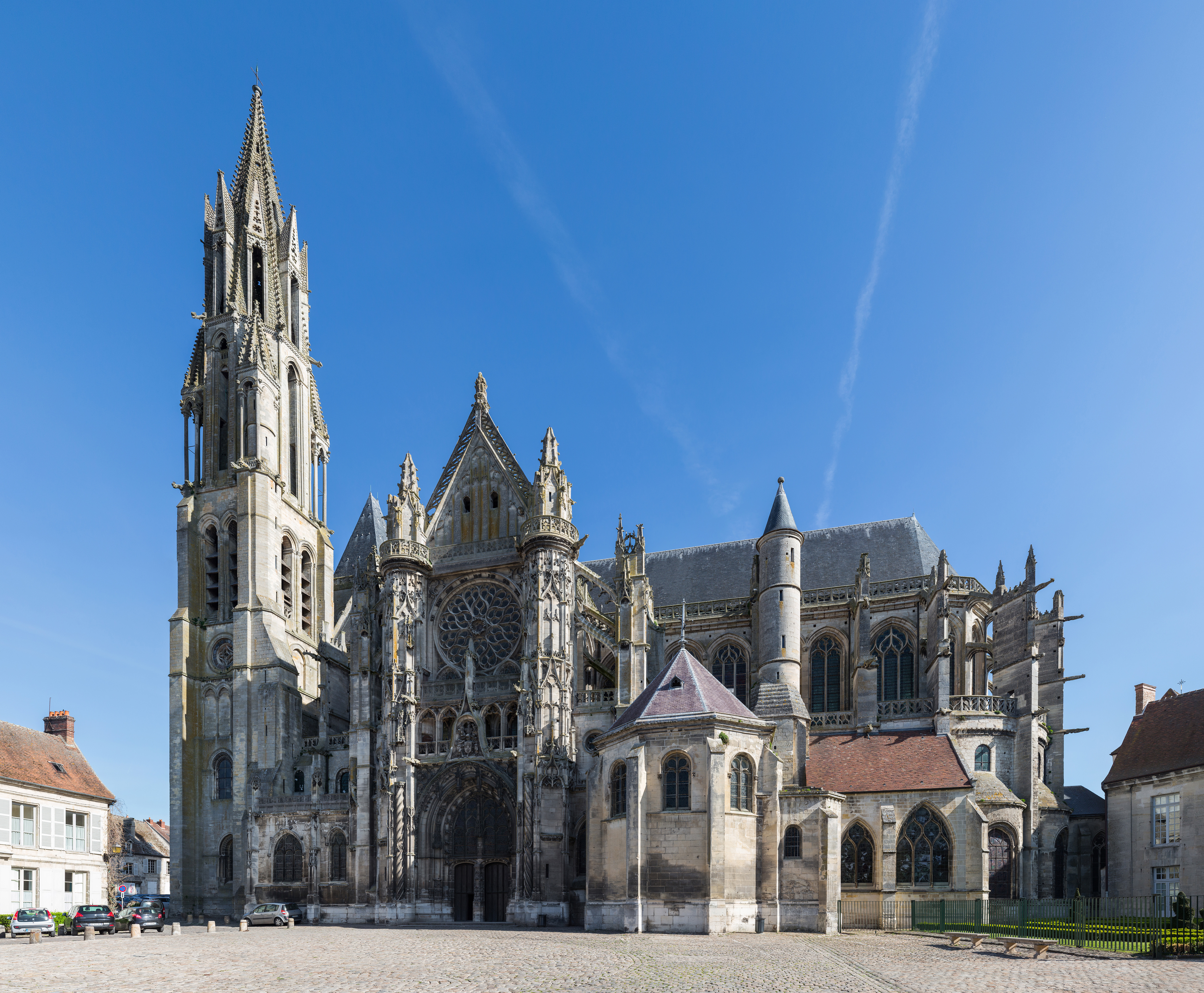
Cathédrale Notre-Dame de Senlis
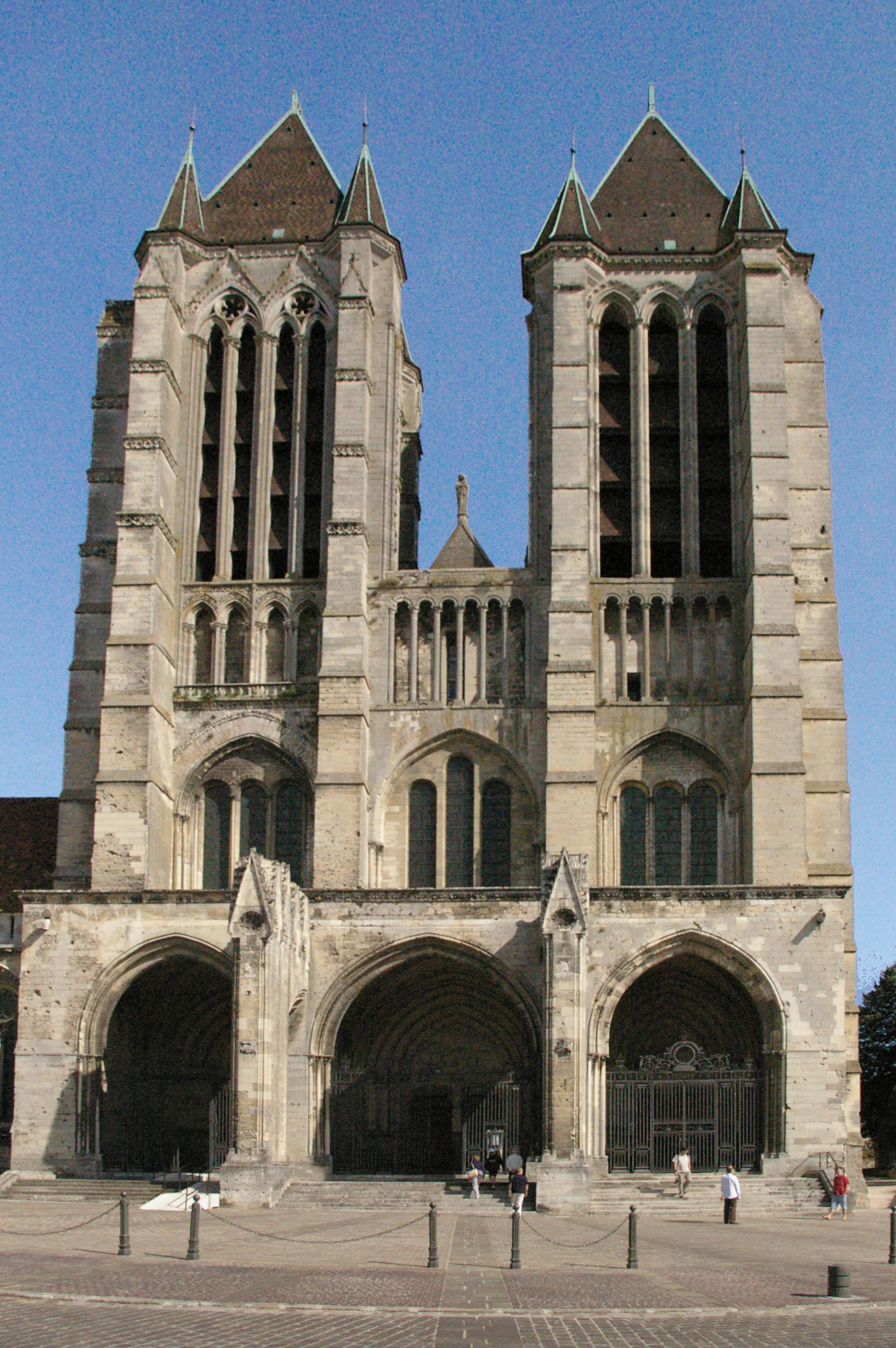
Cathédrale Notre-Dame de Noyon
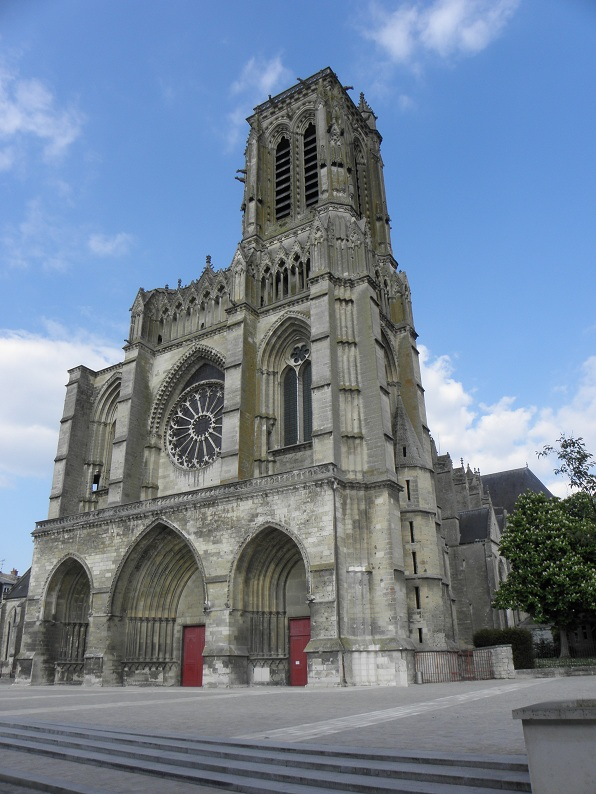
Cathédrale Saint-Gervais-et-Saint-Protais de Soissons

Nous pouvons aussi citer les diocèses de Tournai, Arras, Cambrai et Thérouanne, dont les cathédrales gothiques ont disparu, à l'exception de celle de Tournai pour la partie belge de la Picardie.

Anciennes cathédrales gothiques de Picardie
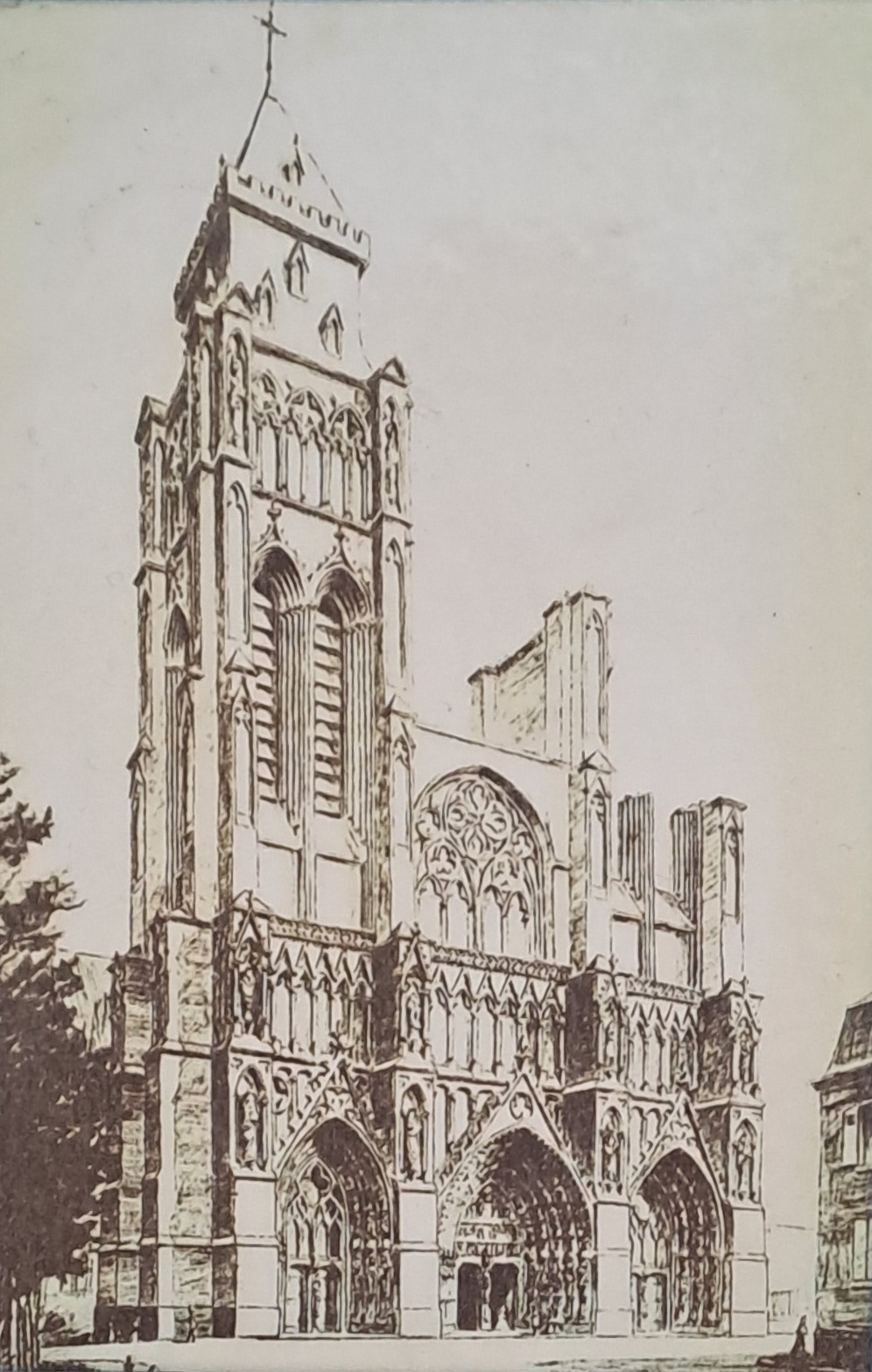
Cathédrale Notre-Dame-en-Cité d'Arras
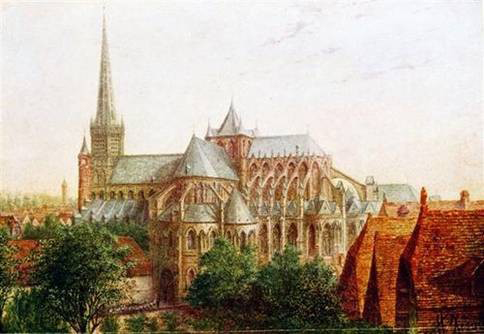
Cathédrale Notre-Dame de Cambrai

### Patrimoine civil
L'architecture de l'habitat traditionnel se caractérise par des maisons longues, en torchis (peintes en blanc près du littoral) s'élevant sur un seul niveau. À cette architecture en torchis s'est substituée une architecture de brique lors de la reconstruction de l'entre-deux-guerres.
Les matériaux peuvent être la mémoire d'une région. Au-delà de l'esthétique, ils représentent le "bon sens" des constructions anciennes. Leur structure est liée à des matériaux locaux adaptés aux besoins économiques et aux intempéries. Traditionnellement, les murs des maisons étaient en torchis. Les maisons en briques sont plus récentes et occupent l'est de la Picardie dont les villages ont subi les destructions de la première guerre mondiale.
La ferme picarde se caractérise par un aspect original : des bâtiments rangés autour d'une petite cour intérieure, formant un quadrilatère tout à fait clos. La grange, à travers laquelle il faut passer pour pénétrer dans la cour, donne sur la rue. Cette ferme picarde est plus ou moins répandue sur les cinq départements des Hauts-de-France. Albert Demangeon note qu'on la retrouve au Sud à Beauvais et Clermont, au sud-ouest jusqu'à la Bresle, vers l'Est, sa présence s'étend jusque Noyon, Saint-Quentin, Cambrai et Douai. Au Nord, la région minière et industrielle n'en est pas la limite, mais l'interrompt momentanément, car on la retrouve aussi dans le pays Wallon. Au Nord, la ferme picarde apparaît au-delà de la Lys, de la Ternoise et de la Canche mais seulement par îlots. Elle est, en revanche, complètement absente dans les Bas-Champs picards. Demangeon note que l'on a aussi retrouvé la ferme picarde plus au Sud, à l'Ouest de Luzarches et à Saint-Martin-du-Tertre en Val-d'Oise, ainsi que dans la vallée de l'Oise, en aval de Compiègne.

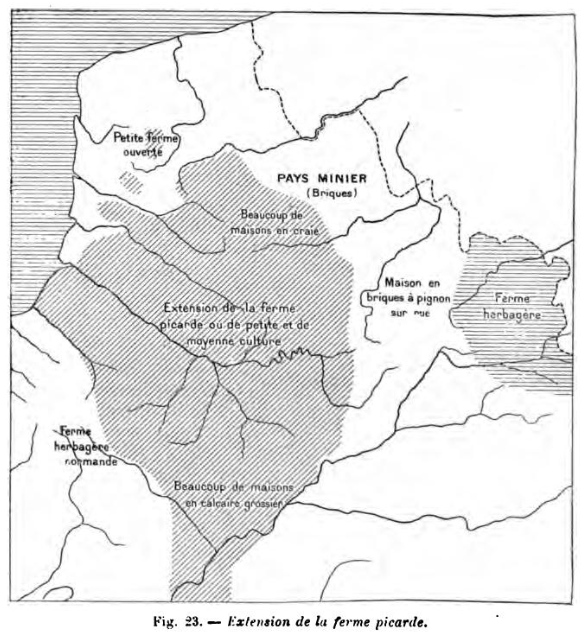
Extension de la ferme picarde.

Exemples de fermes picardes
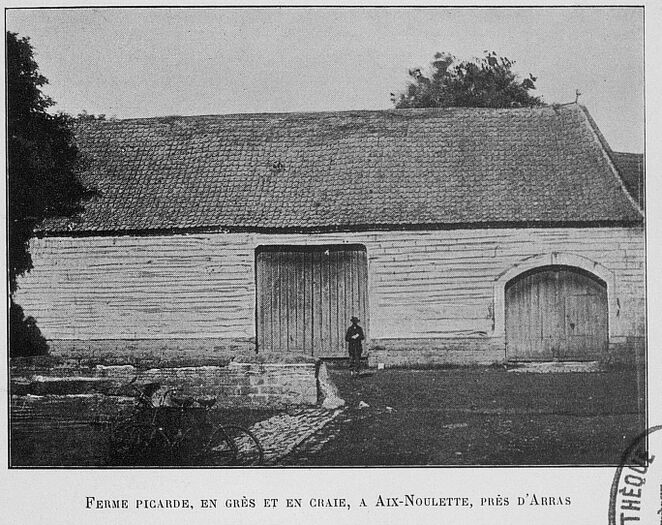
Ferme picarde près d'Arras.
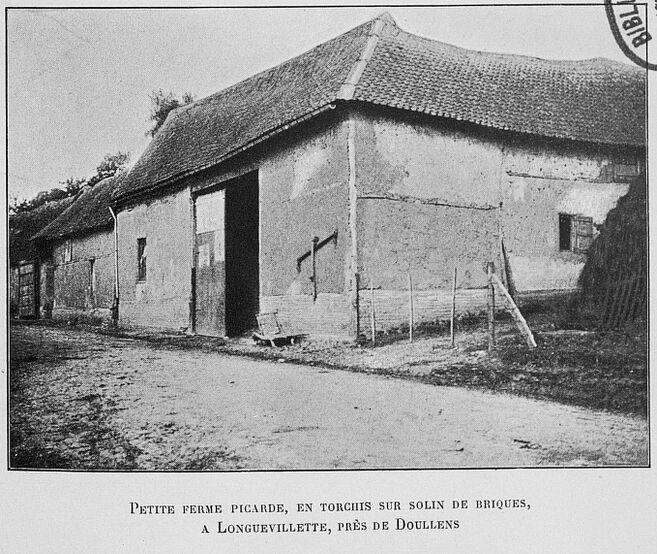
Ferme picarde près de Doullens.

La maison en pierre à également sa place dans l'architecture picarde, ce type de construction est plus récent, c'est pour l'ensemble les métairies construites à la fin du XIXe et début du XXe siècle. La construction est plus chère qu'une construction en brique cuite. Elle démontre l'augmentation du niveau de vie des paysans au cours du siècle dernier. Les ouvertures sont plus larges, et les pièces plus nombreuses et nettement plus grandes que dans les constructions en pisé ou en brique crue.
En France, on assista au maintien tardif d'un système agricole préindustriel dans lequel le poids des pratiques coutumières, par exemple pour les modes de faire-valoir et de transmission du foncier, s'est manifesté jusque dans l'après-deuxième Guerre mondiale. Cette permanence pèsera tardivement sur la morphologie de l'habitat rural : les effets de la révolution industrielle sur les matériaux et les techniques employés dans le bâti rural ne se généraliseront qu'après la guerre de 1914-18 et, surtout, après la deuxième Guerre mondiale.
L'arrivée des techniques industrielles sera alors brutale et la rupture dans la transmission des savoir-faire traditionnels du bâtiment sera flagrante en France aux alentours de 1950. À cette époque, l'abandon des liants aériens à base de chaux grasse en pâte, de la maçonnerie de terre crue, des appareils en pierre, de la charpente façonnée à la main deviendra quasi général.
Nous retrouvons en Picardie de nombreux pignons à couteaux, ainsi que de nombreux bâtiments en rouges barres.

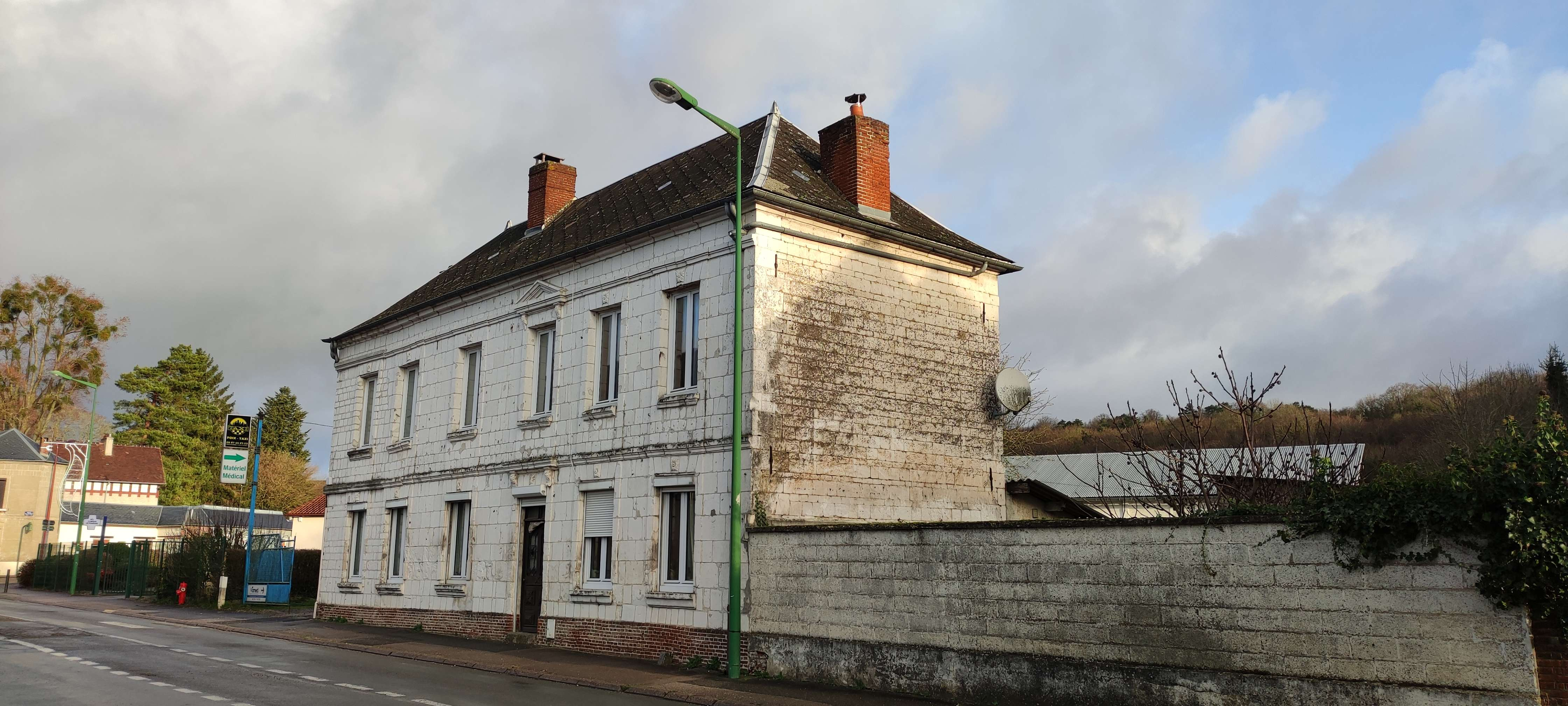
Maison en pierre picarde typique.

- Le moellon, pierre à bâtir très utilisée dans la Somme et le sud du Pas-de-Calais ;
- Le rouge barre, appareillage de pierres blanches et de briques liées à la chaux ;
- Charpente et pans de bois des murs : structure porteuse en chêne ; frêne, orme, châtaignier
- Lattes : tilleul ou châtaignier
- Torchis des murs : limon argileux
- Chaux pour blanchir les murs : craie blanche gélive issue des carrières pour le marnage
- Soubassement : terre à briques (limon)
- Couverture en chaume à l'origine : céréales (blé, avoine, seigle)
- Pannes des toits depuis le XIXe siècle : argile à silex (bief)
- Seuil : grès
- Ardoises des toits : elles ont été importées d'autres régions notamment des carrières des Ardennes[40].

## Culture locale

### Langue

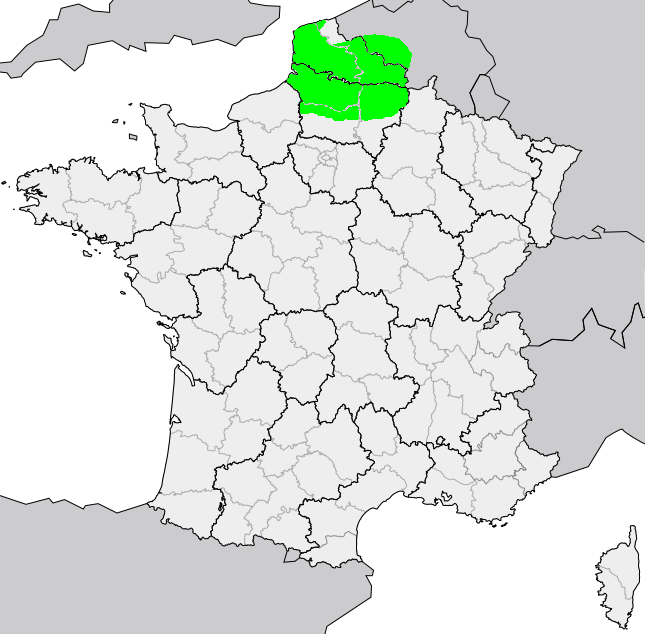
L'aire de répartition du Picard au XXe siècle.

Le picard fait partie de l'ensemble linguistique de la langue d’oïl (comme le français) et appartient à la famille des langues gallo-romanes. Certains linguistes classent le picard dans le sous-groupe septentrional de la langue d'oïl.
Son aire linguistique s'étend sur les trois départements de l'ancienne Picardie administrative, les départements du Pas-de-Calais et du Nord (excepté la région de Cassel) et une partie de la Wallonie (province de Hainaut). Aussi, le picard était encore parlé jusqu'au début des années 1980 dans le « hameau Picard » de Friedrichsdorf en Allemagne.

### Gastronomie

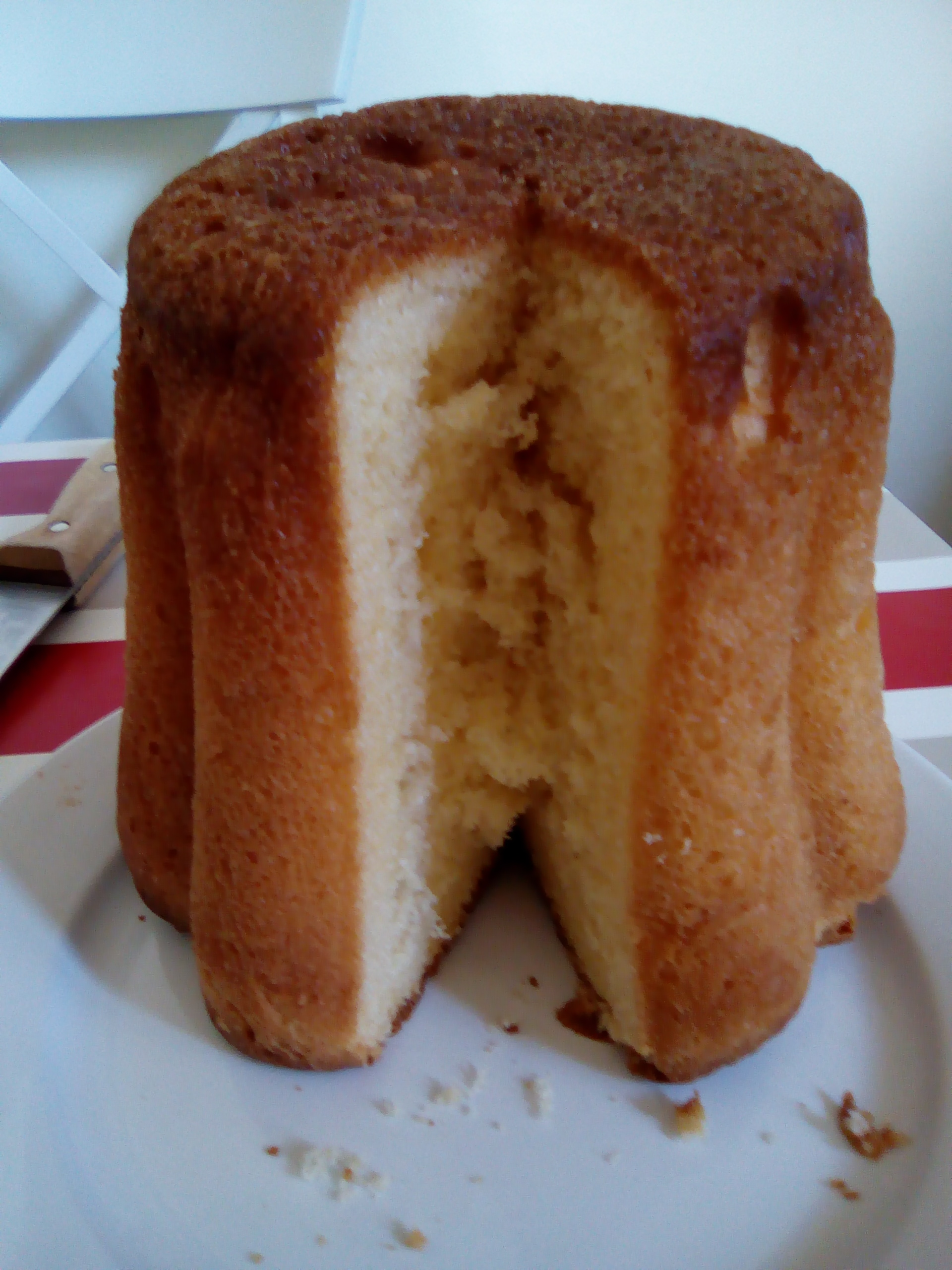
Gâteau battu.

La gastronomie picarde repose sur les quatre principaux produits de ses terroirs : la pomme, le lait, la viande et les fruits de mer. Les spécialités locales les plus notables sont le gâteau battu, la flamiche aux poireaux, la crème Chantilly, le Haricot de Soissons et le macaron d'Amiens et la tuile d'Amiens,. Les coquilles de Saint-Nicolas sont fabriqués à Tincques à l'ouest d'Arras.
Il y a également le Maroilles qui provient de la commune du même nom, produit dans le Hainaut et la Thiérache.
Un estaminet est, en Picardie, un petit café populaire servant en général de la bière et proposant aussi du tabac et des jeux traditionnels.

### Folklore

#### Les géants

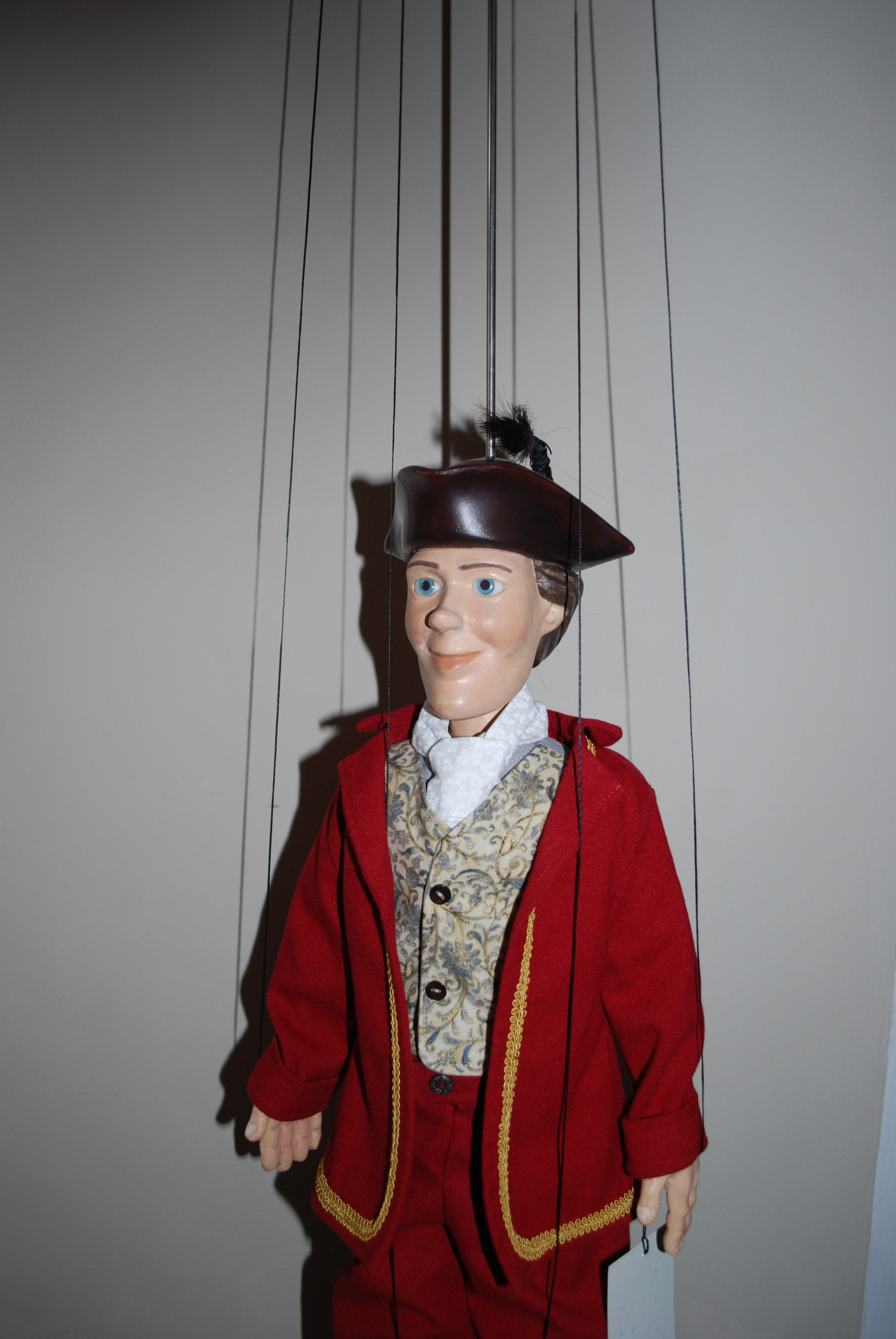
Marionnette représentant Lafleur, fabriquée par Aravys

Dans le folklore picard, le géant est une figure gigantesque qui représente un être fictif ou réel. Hérité de rites médiévaux, la tradition veut qu’il soit porté, et qu’il danse dans les rues les jours de carnavals, braderies, kermesses, ducasses et autres fêtes. Sa physionomie et sa taille sont variables, et son appellation varie selon les régions.

Chaque géant a son histoire, les géants naissent, sont baptisés, se marient et ont des enfants comme les humains. Le géant, en tant que représentant des habitants du lieu où il vit, est enraciné dans la tradition et fait partie de la culture populaire.

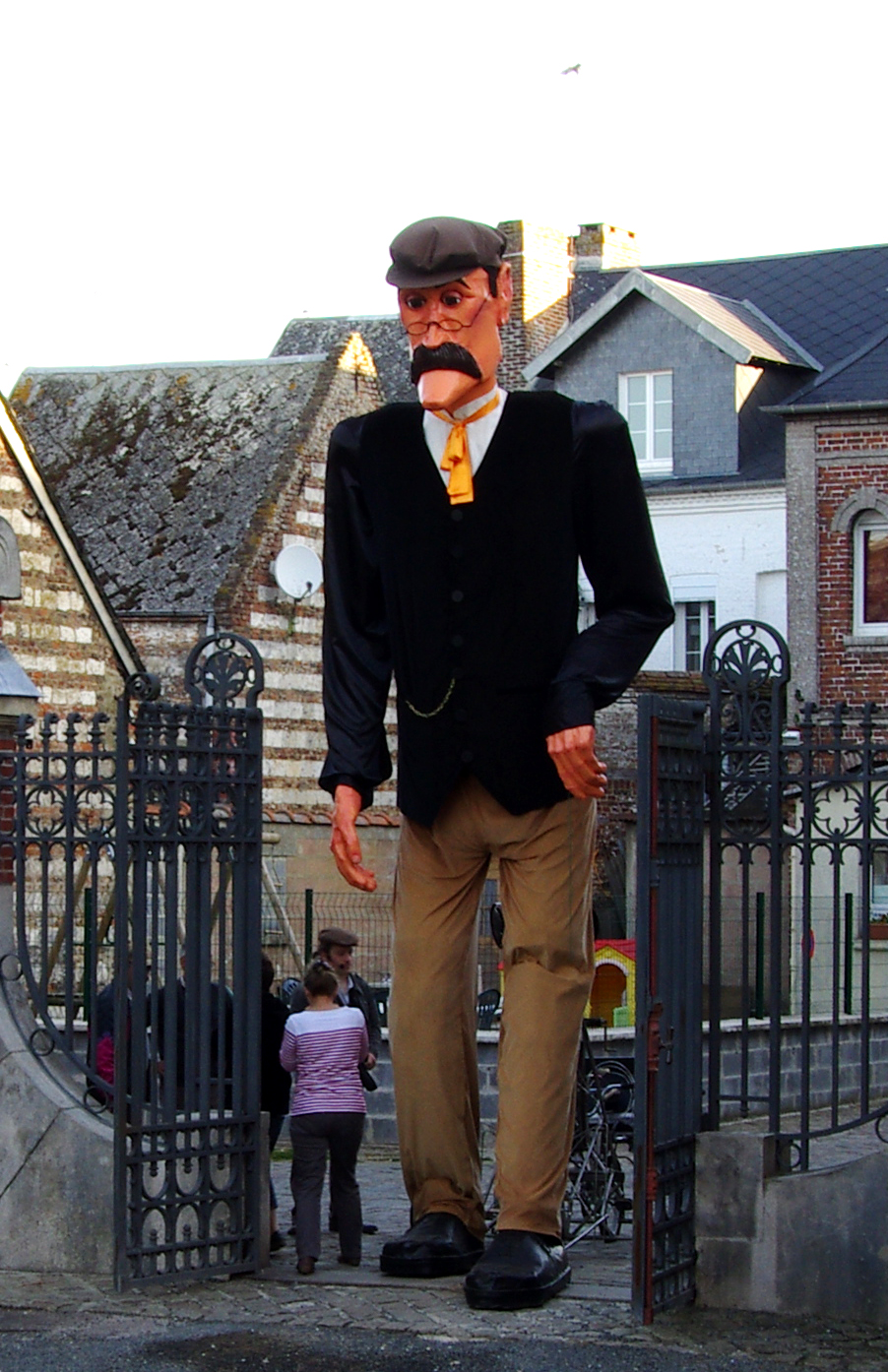
Florimond Long Minton
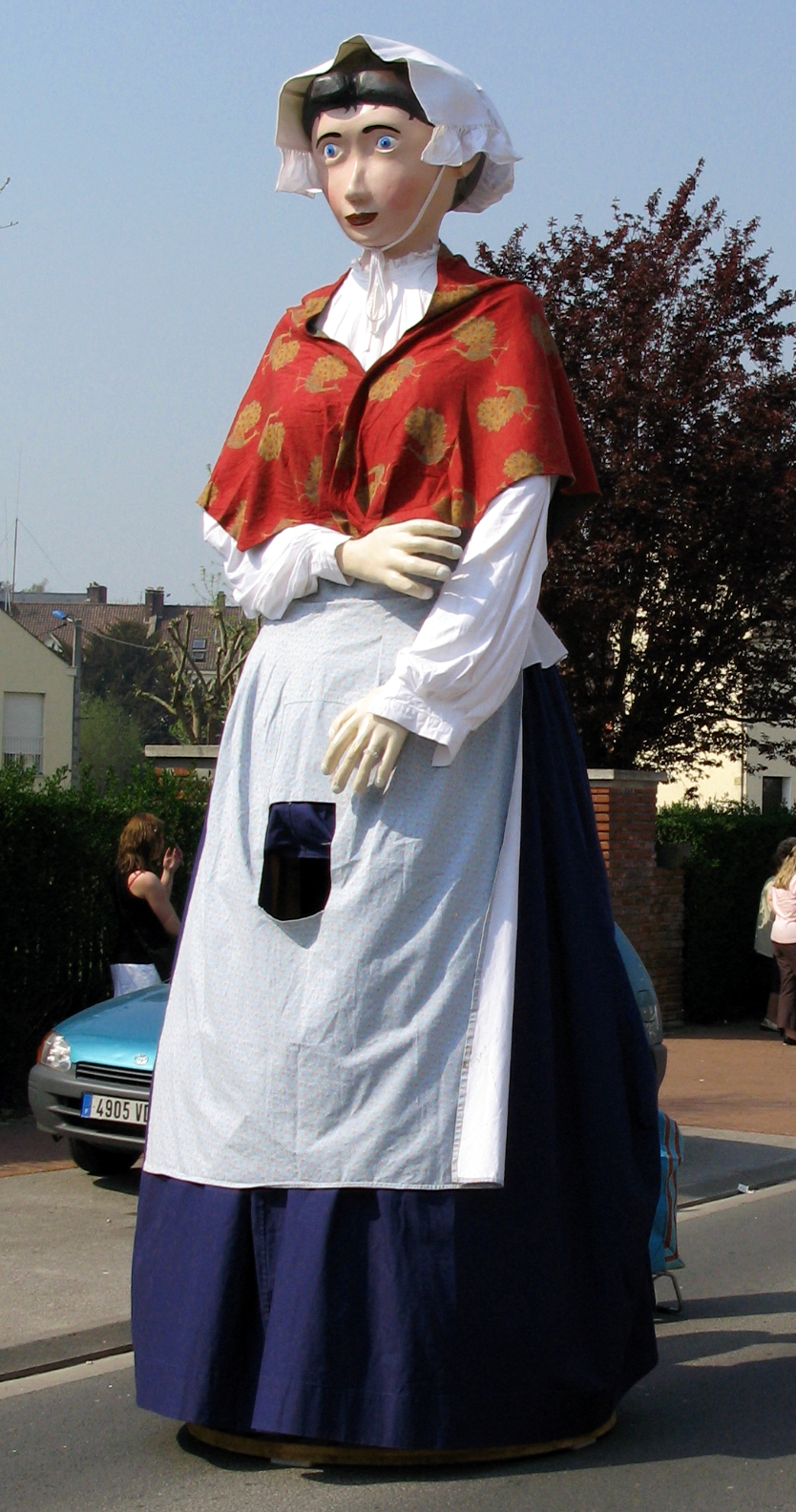
Armandine
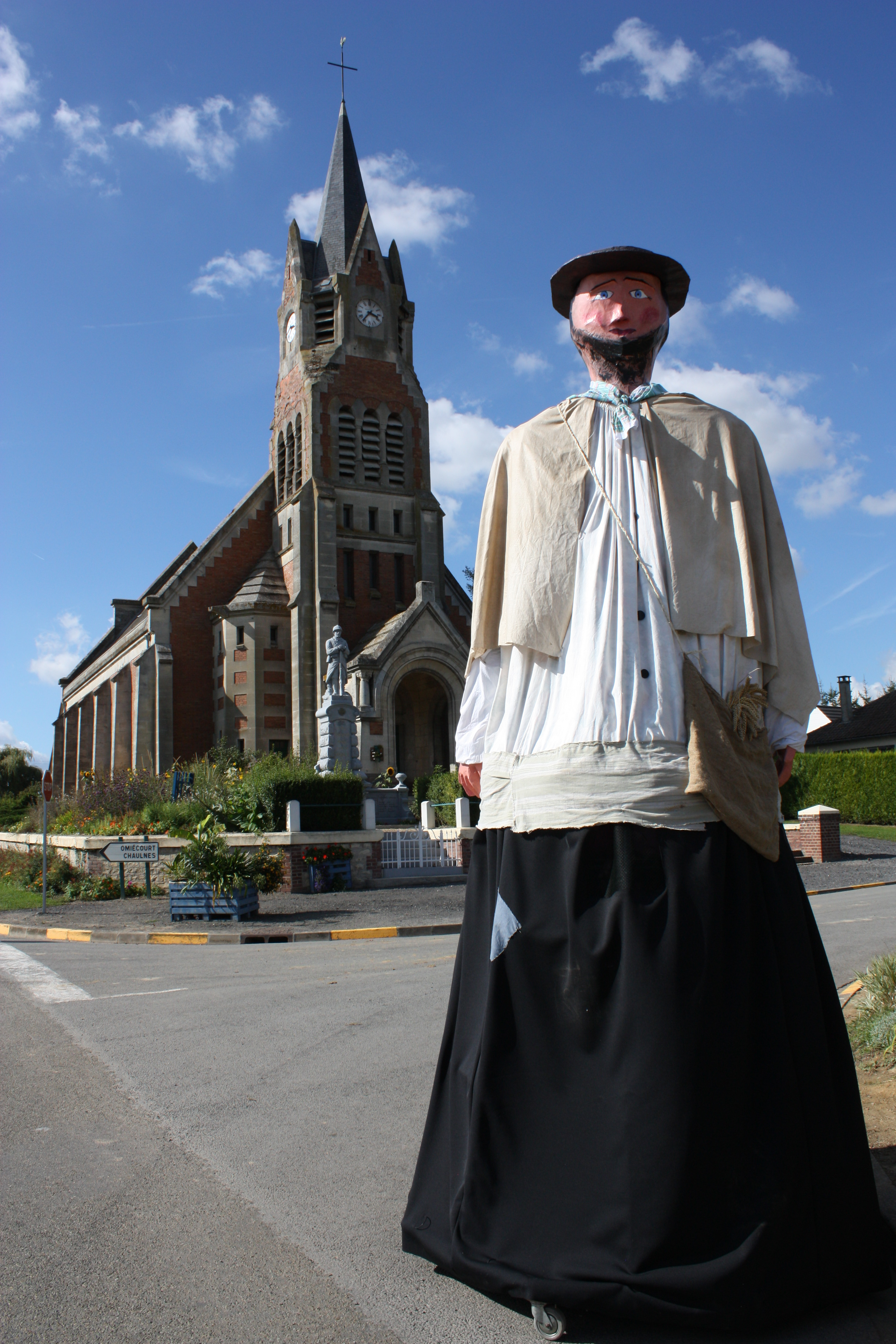
T'chio Blaise Ch'Pouilleux
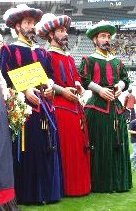
Flandrin, Langlois et Lansquenet
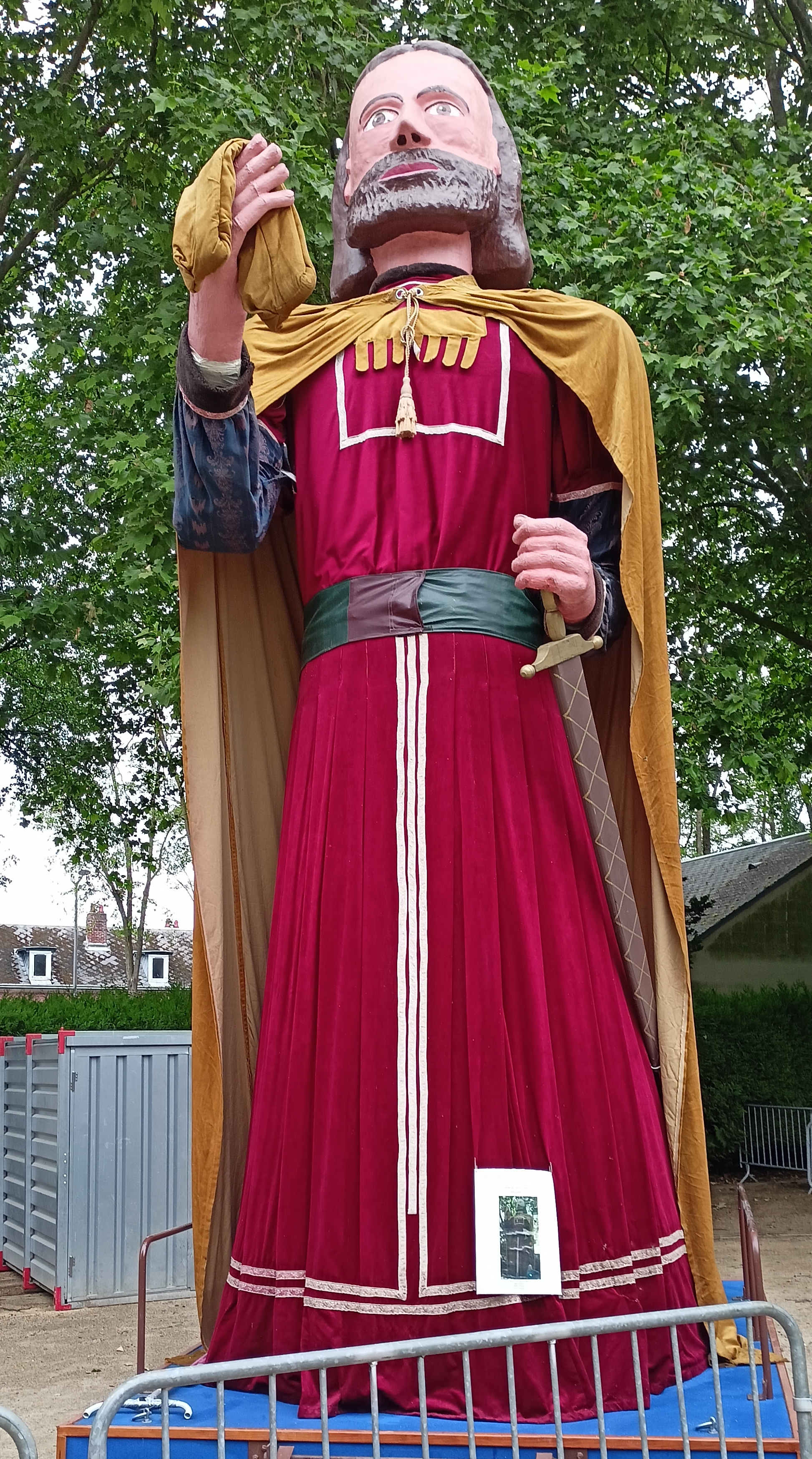
Herbert IV

#### Les cabotans
Les cabotans sont le nom donné aux marionnettes du théâtre de marionnettes Chés Cabotans d'Amiens, ils ont eu un grand succès à Amiens pendant le XIXe siècle et au début du XXe siècle avant de décliner avec la Première Guerre mondiale et l'arrivée du cinéma.
Lafleur et sa femme Sandrine parlent en picard et les autres personnages parlent en français. Ce sont des marionnettes en bois (chés tchots conmédiens d'bos) avec des costumes typiques. La devise de Lafleur est « Bien boère, bien matcher et ne rien foère » (Bien boire, bien manger et ne rien faire).

#### Saint patron
Saint-Nicolas fut le saint patron choisi par la nation de Picardie de l'Ancienne université de Paris, ce qui a vraisemblablement étendu le culte de ce saint en Picardie et auprès des picards,,. La tribu d'Amiens célébrait aussi le saint Firmin d'Amiens.

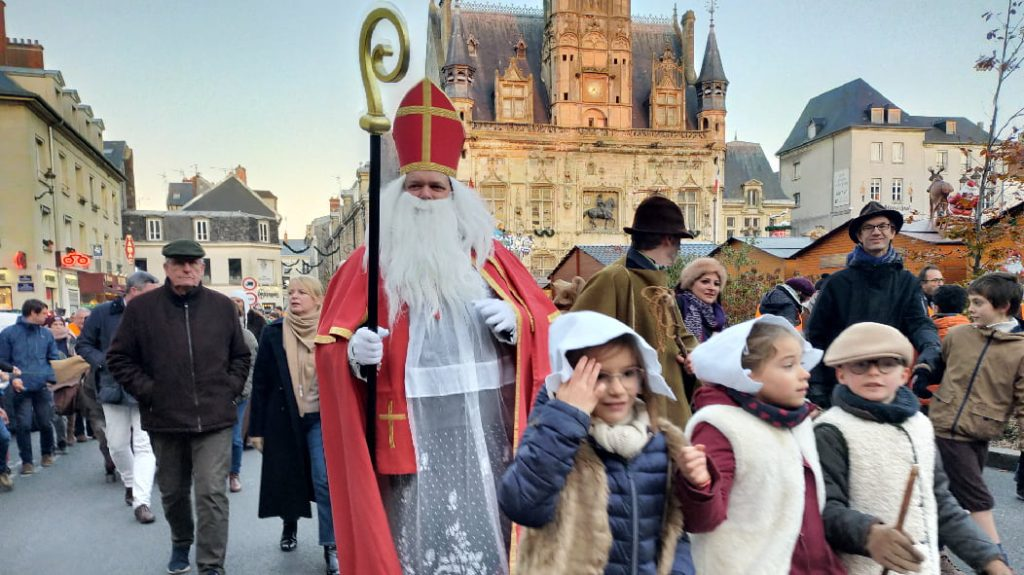
Célébration de la Saint-Nicolas à Compiègne.

On retrouve de nombreux édifices dédiés au culte de Saint-Nicolas dans les pays picards, comme la grande église Saint-Nicolas-en-Cité à Arras, et les églises de Cavillon et Ville-le-Marclet dans la Somme.
Le culte de Saint-Nicolas est également visible dans la littérature picarde, comme dans Le Jeu de Saint-Nicolas, de Jehan Bodel, trouvère picard arrageois.

Bien que la célébration de la Saint-Nicolas soit de plus en plus rare en Picardie, elle subsiste encore dans certains pays picards notamment en Artois, où chaque année, Saint-Nicolas descend du beffroi d'Arras. 

### Héraldique, logotype et devise
| Blason de la Picardie | Les armoiries de la Picardie se blasonnent ainsi : « écartelé, au premier et au quatrième : d'azur à trois fleurs de lys d'or ; au second et au troisième : d'argent à trois lionceaux de gueules. » |

La devise de la Picardie est identique à celle de la ville d'Abbeville, « Fidelissima »,, en français « très fidèle », sous entendu « à la France ».